# Рунет

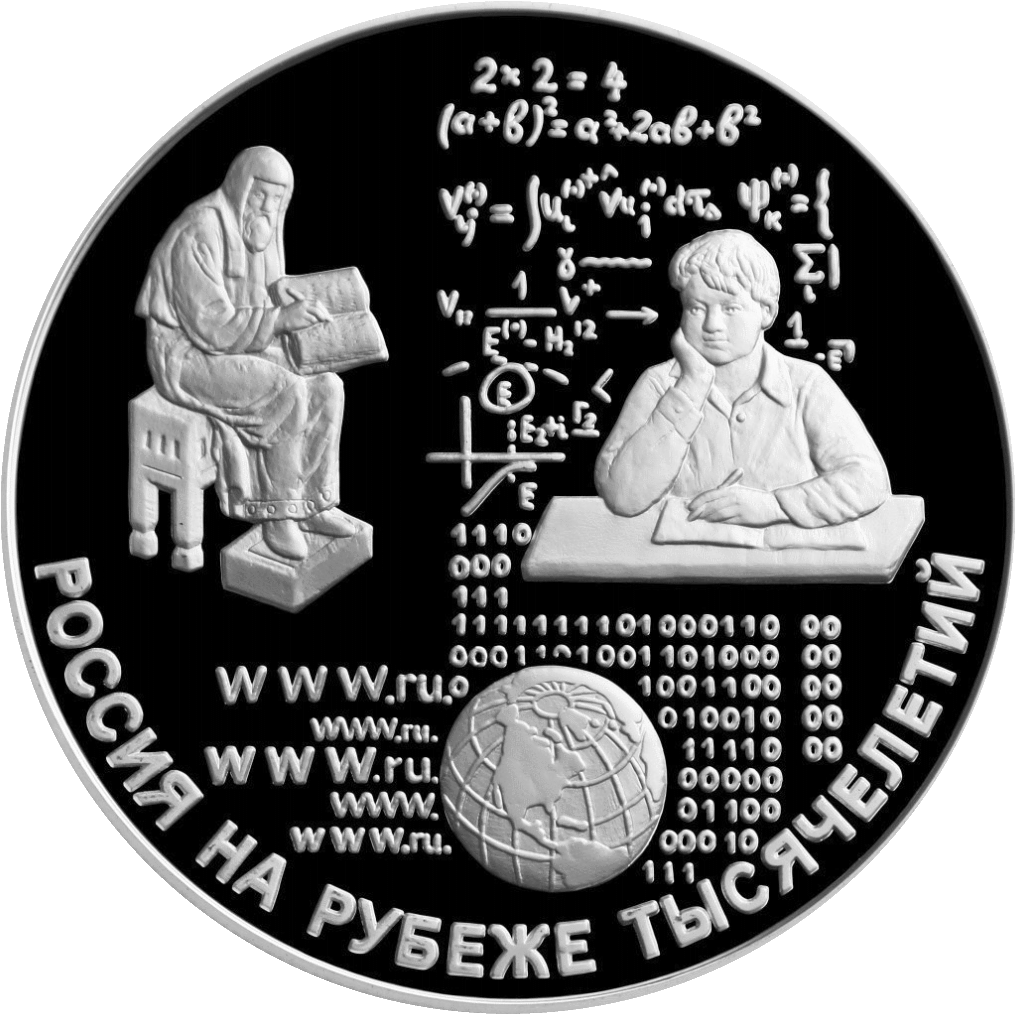
25-рублёвая монета Банка России, 2000 г.

Руне́т (русскоязычный Интернет, русский Интернет) — совокупность сайтов Интернета с основным контентом или высокой долей его концентрации на русском языке и глобальная киберкультура. Распространён на всех континентах, включая Антарктиду, но больше всего сконцентрирован на территории бывшего СССР и, в особенности, в России. По данным на 1 апреля 2022 года, согласно исследованиям, проведённым компанией W3Techs, 6 % из 10 млн самых популярных интернет-сайтов в мире используют русский язык. По состоянию на 24 мая 2025 года доля русского сократилась до 3,8 %, по использованию сайтами он занимает 7-е место (после английского, испанского, немецкого, японского, французского и португальского).
Согласно другим исследованиям, в 2013 году русский язык стал вторым по популярности в Интернете после английского (~55 %), незначительно обойдя (~6 %) немецкий (~5,9 %), французский (~5 %), китайский (~5 %) и японский (~5 %) языки.
Домены с высокой долей использования русского языка: .su, .ru, .рф, .рус, .дети, .ua, .by, .kz, .com, .org, .uz, .kg. На русском языке могут регистрироваться адреса доменов (IDN), например, частично — в .su и .com и полностью — в .рф. Однако далеко не все популярные русскоязычные сайты расположены в доменах стран СНГ. Например, социальная сеть «ВКонтакте» использует домен vk.com, а русская Википедия — ru.wikipedia.org.
В 2017 году, в стране с самым многочисленным русскоязычным населением — России — рост проникновения Интернета сильно замедлился, тем не менее русскоязычный сегмент интернета всё ещё остаётся достаточно крупным.
Русскоязычными, по официальным данным по состоянию на октябрь 2003 года, были 82 % веб-сайтов украинского сегмента сети Интернет. Контрольный подсчёт, проведённый 29 января 2007 года, показал, что среди первых 500 сайтов, вошедших в рейтинг рубрики «Топ-25» портала bigmir.net, русскоязычные сайты составили 81,4 %, а двуязычные — 14 %. Однако после начала полномасштабного вторжения России в 2022 году на Украине значительно возросла популярность украинского языка, в украинском сегменте Интернета он по использованию фактически опередил русский: так, по данным исследования Центра контент-анализа, проведённого в период с 15 августа по 15 сентября 2024 года, темой которого стало соотношение украинского и русского языков в украинском сегменте Интернета, на украинском языке в соцсетях писалось 56 % сообщений, на русском — 44 %.
Существенная часть международных сайтов имеет русскоязычные версии. В странах СНГ, где русский язык не является государственным, сайты ряда государственных учреждений всё равно имеют версии на русском языке.
Согласно исследованию Яндекса, русский — основной язык для 91 % сайтов Рунета (в собственной терминологии Яндекса), а по данным поиска Яндекса, на осень 2009 в Рунете было около 15 миллионов сайтов (около 6,5 % от всего Интернета).

## Рунет

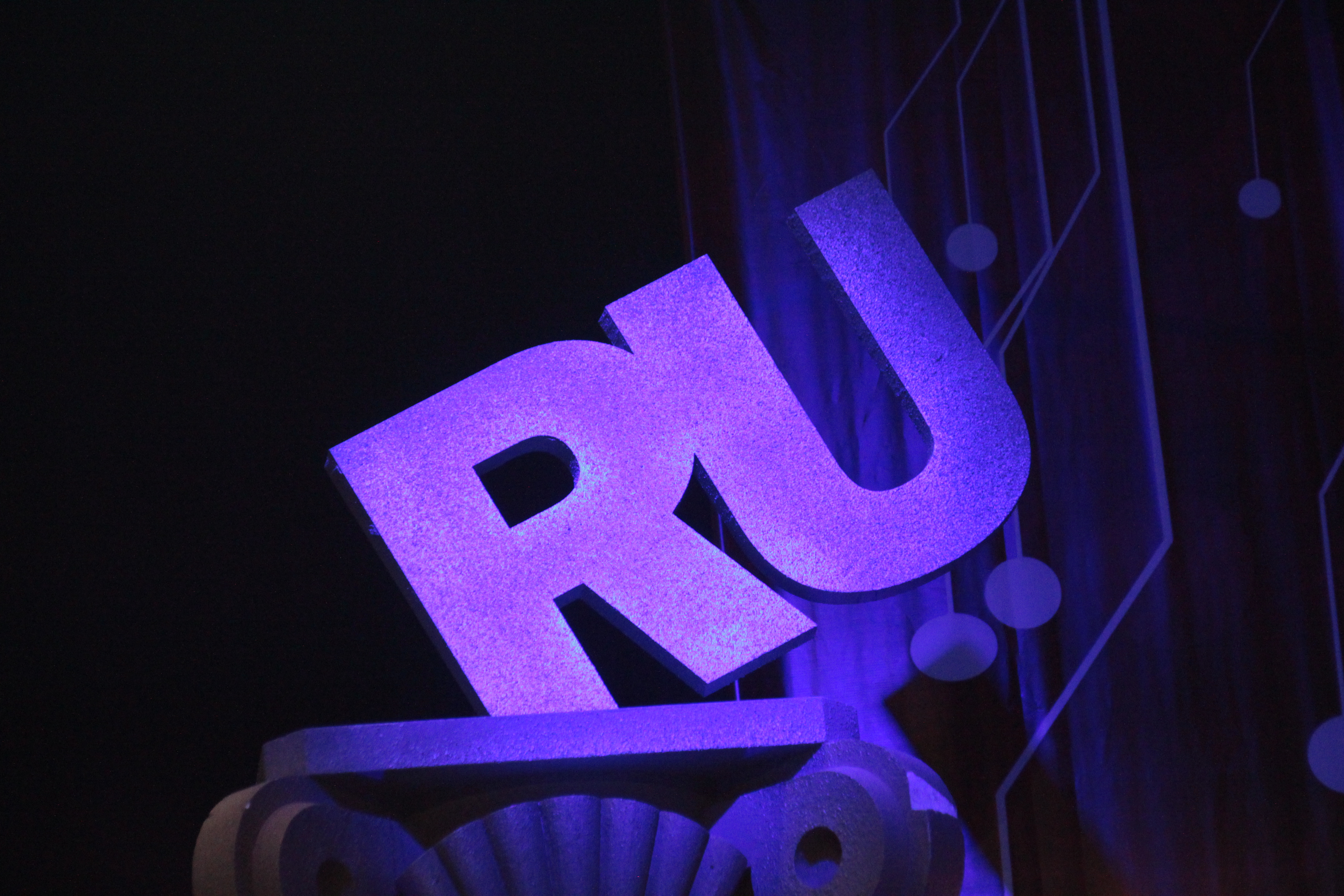
Логотип Премии Рунета

Рунет («ru» — код России, русского языка или имени домена + «net» — сеть) — часть Интернета, термин не имеет однозначного толкования.
Согласно разным трактовкам, Рунет — это:
- русский Интернет (русскоязычные и/или российско-ориентированные сайты)[12] (во всех доменах Интернета);
- серверы в доменах .рф, .su, .ru, .am, .az, .by, .ge, .kg, .kz, .md, .ua, .укр, .uz[13] (по установкам поискового робота Яндекса начала 2000-х годов). В 2018 году ФАС РФ при толковании закона «О рекламе» отнесла к Рунету только домены .ru, .su и .рф[14];
- российская часть сети Интернет[15] (это определение поддерживается гос. структурами России[16][17][18]);
- Интернет в домене .ru (создан в 1994 году: в 2004 году при создании Премии Рунета утверждалось, что «Рунету — 10 лет»[19], см. «День Рунета»).

### Толкование термина
«Относящиеся к Рунету» (то есть русскоязычные) ресурсы могут располагаться в любых доменах (или не иметь домена), а соответствующие серверы могут физически находиться в любой стране мира (примером тому является русская Википедия, серверы которой физически располагаются в нескольких странах и которая принадлежит домену .org). К Рунету обычно относят не только WWW-сайты, но и русскоязычные почтовые списки рассылок, IRC-конференции, FTP-се́рверы, локальные сети разного масштаба и т. п. Ими могут пользоваться русскоговорящие граждане любых стран. Вероятно, не следует «относить или не относить к Рунету» ресурсы по каким-то другим критериям, кроме языка. Технически Рунет можно распознать по русской кириллической кодировке.
На развитие Рунета как части Интернета в период его формирования повлияли русскоязычные пользователи компьютерных сетей вне Интернета, таких как FidoNet и BITNET. Интернет-технологии проникали в СССР с начала 1980-х годов через сети Академсеть и Usenet. Сообщества пользователей этих сетей формировали свои киберкультуры, причём своя сетевая культура возникла и у пользователей ПК, не имевших подключения к сетям — она получила жаргонное название «Флоппинет». Совокупность этих киберкультур сформировала затем общую для всех интернет-культуру, главные отличия которой от других культур в том, что её представители в любой момент имеют возможность мгновенного общения на любых расстояниях, а также в массовости планетарного масштаба. Таким образом Рунет — русскоязычная часть глобальной интернет-культуры.
Название «Рунет», составленное из доменного имени .ru и постфикса net (рус. сеть), вошло в употребление стихийно в конце 1990-х годов. Термин изобрёл весной 1997 года автор одной из первых регулярных русскоязычных сетевых колонок Раффи Асланбеков и внедрил в тогдашний круг своего русскоязычного интернет-культурного общения, где термин быстро прижился. В какой-то период некоторая часть пользователей критиковала термин, считая его не очень благозвучным. Среди критиков был «патриарх Рунета» Антон Носик («неологизм казался мне отвратительным возвратом к унылой традиции советских аббревиатур, вроде ГубЧеКа, и я немало сил приложил к отговариванию публики от его использования»), по словам которого, к созданию и распространению термина также причастен израильский медиаменеджер Михаил Гуревич. В 2001 году слово с заглавной буквы с формулировкой «Руне́т, -а (российский Интернет)» вошло в орфографический словарь РАН под редакцией В. В. Лопатина — основной словарь государственного языкового портала Грамота.ру. В 2005 году оно вошло в орфографический словарь Д. Э. Розенталя.
По похожему принципу стали называть и некоторые другие «сегменты Интернета», относящиеся к странам бывшего СССР. Так, за «казахским Интернетом» закрепилось название «Казнет», за белорусским — «Байнет», украинским — «Уанет», узбекским — «Узнет» и т. д. Эти области обычно «частично включают» в Рунет, так как там распространён русский язык. То же относится и к Татнету (то есть к татарской части Интернета), который лишь «частично входит» в Рунет. Свои названия могут иметь и другие локальные объединения ресурсов внутри РФ, такие как «Чӑваштет» и «Тонет». Многоязычность участников этих сетей позволяет причислять их одновременно к разным сообществам. Так, общественник Евгений Скляревский, родившийся в Узбекистане, является одновременно «деятелем Рунета» и «деятелем Узнета», так как развивал проекты, ориентированные как на узбекских, так и русских пользователей (понятие «деятели Рунета» активно употребляется прессой, сообщество ЕЖЕ называет себя «гильдией деятелей Рунета»).

### Использование термина на государственном уровне
Сегодня слово «Рунет» используется в названии «Премии Рунета» — «ежегодной национальной премии РФ за вклад в развитие российского сегмента сети Интернет». Эта награда была учреждена в 2004 году, в год десятилетия домена .ru, при поддержке ФАПМК РФ, а через год получила статус государственной награды под патронатом этого ведомства. Слово регулярно использовал в своих обращениях президент РФ Дмитрий Медведев, государственные СМИ также активно пользуются термином и каждый год выпускают репортажи в связи с «Днём Рунета».

### Предпосылки возникновения
Люди, изучающие Рунет, отмечают, что русскоязычный интернет прошёл особый путь развития, отличающийся от других языковых интернет-культур. В первую очередь повлияла больша́я площадь территории СССР, из-за чего развитие сетей цифровой связи оказалось не похоже на развитие таких сетей, например, в сравнительно небольшой Европе. Первыми большими компьютерными сетями внутри СССР были государственная «Академсеть» и частный «Релком». По воспоминаниям Дмитрия Завалишина, в процессе подключения «Релкома» к зарубежным сетям «пионер Рунета» «Валерий Бардин выступал на европейской встрече European Unix Users Group, которая отвечала за администрирование Интернета в то время. России на этой встрече предложили оплатить взнос в группу, сообразно размеру сети. И выяснилось, что Россия (напомню, 90-е годы, денег нет ни у кого и никаких) должна заплатить больше, чем Англия, Франция и Германия вместе взятые. Бардин взял слово и заявил, что заплатить согласен, но если деньги будут потрачены согласно уставу организации — на доведение уровня развития реципиентов бюджета до уровня доноров. И если Англия с Францией на эти деньги будут рушить мосты и ломать дороги, то мы, конечно, оплатим. Англия с Францией подумали, и претензии к России умерили. И это хорошая смешная история, над которой лично я смеялся много раз, пока, наконец, разглядел в ней суть. Оказывается, Российский сегмент мировой сети в конце прошлого века был крупнейшим в Европе. Важно ли это? Ещё как важно — весь успех современного Российского интернета был выкован в те годы, когда в стране образовались тысячи мелких узлов сети, в которых и выросли сегодняшние профессионалы Интернета. Почему так вышло? Я вернусь к самому началу истории — к появлению Советского Юникса. Чтобы его сделать, нужно было получить полные исходные тексты оригинальной операционной системы. Они присутствовали в стране полностью, но части находились в руках разных людей. И никто не хотел делиться, надеясь, что раздобудет недостающее и станет монополистом. Бардин первый начал раздавать все имеющиеся материалы, девальвировав тем самым их ценность, и через небольшое время пул публично доступных частей Юникса стал столь велик, что держатели недостающих частей почувствовали себя глупо и вложили свою лепту в общий котел. Аналогично Бардин поступил и при создании сети Релком — все программное обеспечение, разработанное для работы сети в Москве, раздавалось полностью бесплатно. В итоге вопрос запуска регионального узла сети сводился к тому, чтобы найти компьютер и пару модемов: это и привело к тому, что мы обогнали сонную Европу буквально за несколько лет. Правильно ли это было с точки зрения бизнеса? Наверное, не совсем. Полезно ли это было для страны? Точно да».
Большое влияние на уникальное развитие Рунета оказала социальная обстановка в позднесоветской науке, которая послужила средой распространения цифровых сетевых идей. С 1970-х годов в цифровом виде начал появляться самиздат, распространяемый в советских научных и промышленных учреждениях. Обмен цифровой информацией главным образом происходил «оффлайновым» способом через передачу носителей информации, в первую очередь магнитных лент для ЭВМ (затем это явление получило название «Флоппинет»). Именно на магнитных лентах была ввезена в СССР основная часть кода UNIX. В то время как в странах Запада ранний интернет интересовал людей коммерческими возможностями, бывшие жители СССР прежде всего проявили интерес к литературе и публицистике, исследователи называют это «литературоцентричностью» Рунета. В 2022 году антрополог Н. А. Конрадова выпустила книгу об этом: «Археология русского интернета. Телепатия, телемосты и другие техноутопии холодной войны».

## Статистика
Различные мониторинговые агентства регулярно проводят исследования интернет-аудитории в РФ. Иногда об их результатах говорят как о «численности Рунета», но это неверно, так как «русскоязычный Интернет» распространяется, помимо РФ, на другие страны бывшего СССР и на большие зарубежные русскоязычные диаспоры. Точную его численность установить невозможно.
Численность «пользующихся Интернетом» жителей РФ (у разных агентств разные критерии того, кого считать пользователем) демонстрирует уверенный рост в первые годы XXI века. По данным сайта Internet World Stats, в 2000 году российский «индекс интернетизации» составлял 2,1 %, что соответствовало 3,1 миллиона человек. К 2007 году этот показатель вырос на 803,2 % и составил 19,5 % (28 миллионов человек). Мониторинговый центр ФОМ в марте 2007 года при оценке «шестимесячной аудитории» (тех, кто пользовался Интернетом хоть раз за последние полгода) указал также на цифру 28 миллионов, но уровень интернетизации при этом был оценен в 25 %. В ноябре 2006 года авторитетное аналитическое агентство TNS Gallup Media провело собственное измерение российского Интернета (некоторые СМИ назвали это «первым качественным» исследованием) и оценило его ежемесячную аудиторию в 15 миллионов человек.
Открывая РИФ-2008, избранный президент РФ Дмитрий Медведев заявил: «За последние восемь лет … увеличилась аудитория интернет-сервисов приблизительно в 10 раз, и сегодня у нас около 40 миллионов человек относят себя к пользователям Интернета, пользователям Рунета».
В середине 2009 года ФОМ обнародовал данные нового исследования и сообщил, что «полугодовая аудитория Интернета среди населения в возрасте 18 лет и старше составляет 33 %, или 37,5 млн человек».
Справочник ЦРУ по странам мира указывает, что в России количество интернет-хостов в 2012 году составило 14,865 млн, а количество интернет-пользователей по состоянию на 2009 год перешагнуло отметку в 40 млн, что ставит Россию по этому показателю на десятую позицию в мире.
По оценкам ФОМ месячная аудитория Интернета среди пользователей старше 18 лет по состоянию на конец 2009 — начало 2010 года:
| Федеральный округ или город                                   | Количество интернет-пользователей | Проникновение |
| ------------------------------------------------------------- | --------------------------------- | ------------- |
| Центральный федеральный округ (без Москвы)                    | 7,4 млн                           | 33 %          |
| Москва                                                        | 5,8 млн                           | 64 %          |
| Южный федеральный округ и Северо-Кавказский федеральный округ | 5,5 млн                           | 30 %          |
| Северо-Западный федеральный округ                             | 5,7 млн                           | 51 %          |
| Дальневосточный федеральный округ                             | 1,7 млн                           | 33 %          |
| Сибирский федеральный округ                                   | 5 млн                             | 30 %          |
| Уральский федеральный округ                                   | 3,7 млн                           | 38 %          |
| Приволжский федеральный округ                                 | 8,6 млн                           | 35 %          |

Если сравнивать интернет-аудиторию городов, то к 2009 году в трёх городах России интернетизация превысила 50%-й барьер — это Москва (ежесуточная аудитория 5 816 000), Санкт-Петербург (2 244 000) и Екатеринбург (657 000), далее идёт Казань, где ежесуточная аудитория составила 428 000 человек.

Российские IPv4-адреса

В ноябре 2009 года «Яндекс» опубликовал своё первое «исследование Рунета», озаглавленное «Контент Рунета» (за Рунет «Яндекс» посчитал «русские, украинские, белорусские сайты, а также все ресурсы в доменах .am, .az, .by, .ge, .kg, .kz, .md, .ru, .su, .tj, .ua и .uz»). В документе, в частности, говорится, что осенью 2009 года на Рунет пришлось 6,5 % всех интернет-сайтов мира, то есть каждый пятнадцатый сайт или 15 миллионов сайтов. В индексе «Яндекса» хранится 140 тысяч гигабайт текстовых данных (или 2,3 триллиона слов); если всё это распечатать, выйдет состоящий из 10,5 миллиарда страниц куб высотой с девятиэтажный дом. Каждая четвёртая веб-страница, хоть и содержит текст, бесполезна (является поисковым спамом). 56 % сайтов состоят лишь из одной страницы, 88 % информации сконцентрировано менее чем в одном проценте сайтов.
В обнародованном в апреле 2012 года исследовании «Развитие интернета в регионах России» Яндекс сообщил, что «по данным ФОМ на осень 2011 года, месячная аудитория Интернета в России составляет 54,5 млн человек — это около 47 % всего совершеннолетнего населения страны». В регионах наблюдается активный рост аудитории: за последний год она выросла чуть более чем на 17 %, при этом «более 93 % новых пользователей живут за пределами Москвы и Санкт-Петербурга».
По данным компании TNS Россия на 21 апреля 2013 года число интернет-пользователей в России достигло 76,5 млн человек или 53,5 % от всех жителей России. В крупных городах, таких, как Москва и Санкт-Петербург ~75 % людей пользуются интернетом. В городах с населением менее 100 000 человек проникновение составляет ~50 %. Также за год общее количество мобильных интернет-пользователей интернета выросло на ~45 %.
На конференции «РИФ+КИБ 2016», которая проходила в апреле 2016 года, глава Российской ассоциации электронных коммуникаций Сергей Плуготаренко оценил размер аудитории Рунета в 80,5 млн пользователей.
В 2021 году ВГТРК, сообщая о «27-летии Рунета», указала, что к этому времени «население Рунета» составило «более трёх четвертей россиян» — более 78 % жителей России, или 95 с лишним миллионов человек.
7 апреля 2023 года заместитель председателя правительства России Дмитрий Чернышенко сообщил, что вклад Рунета в экономику России в 2022 году мог составить почти 12 трлн рублей, что на 24 % больше, чем в 2021 году.

## История

### Формирование феномена

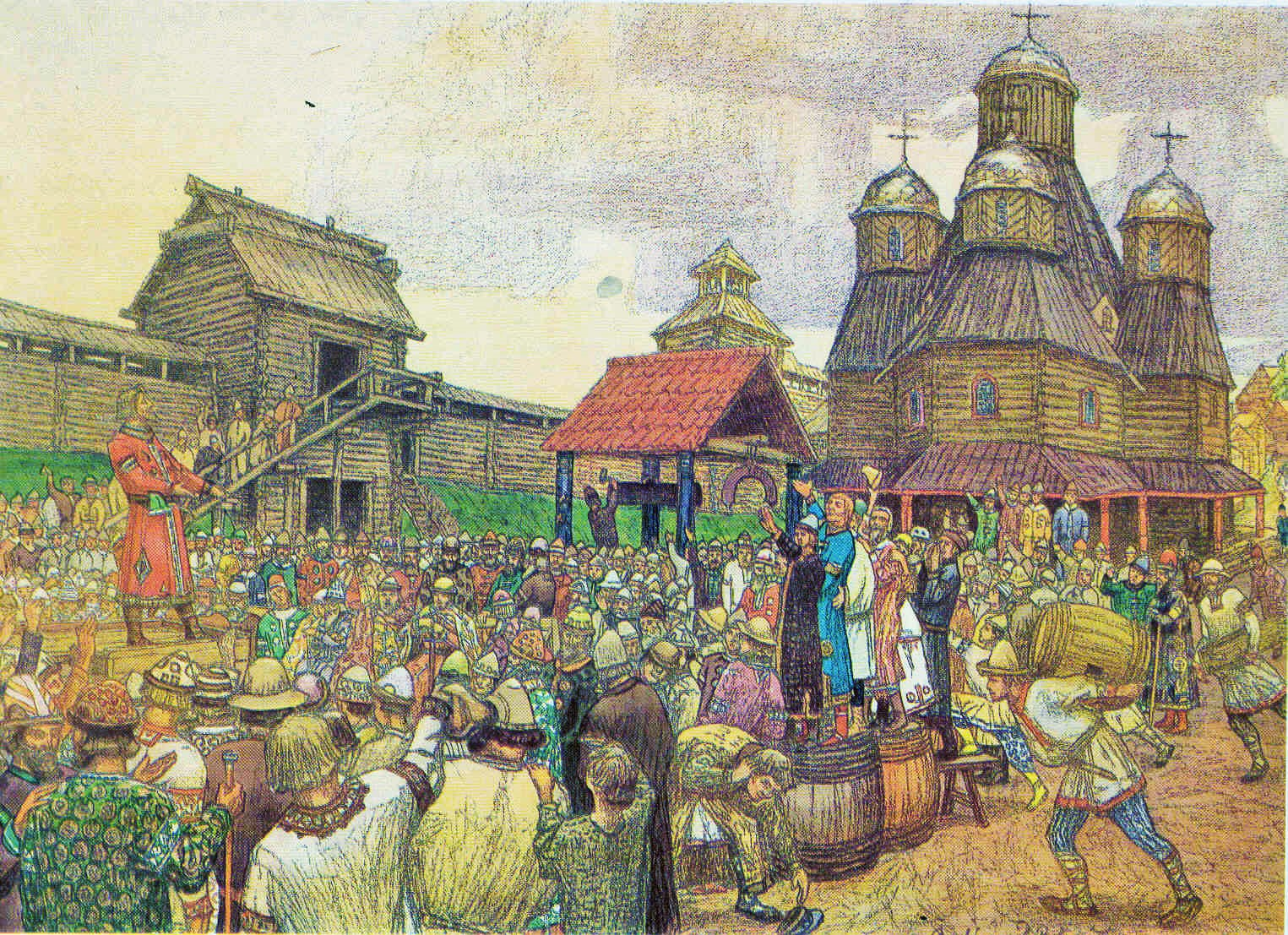
Вече — доцифровое информационное сообщество с коммуникацией на русском языке

Логическим началом развития сетей передачи данных на русском языке можно считать распространение по территории России берестяных грамот, профессии гонца (сеунщика), систем почты, журналистики, затем телеграфа, телефона, радиосвязи, телевидения и т. д. Первое известное упоминание о гонцах на Руси содержится в «Повести временных лет»: «…послал Олег к родимичам, спрашивая…» (885 г.). Системы физической передачи русскоязычных текстов связаны с развитием гужевого и водного транспорта, по сетям которых начинали передаваться документы по мере распространения бумаги и грамотности. С XIII века на Руси развивается сеть почтовых станций, известных как «ямы», которые обслуживались почтовой службой, известной как ямская гоньба.
После изобретения и массового внедрения телеграфа — полностью цифрового вида связи — передача текстов потребовала применения специальных технических устройств для конвертации информации в электроимпульсы и радиоволны, не понимаемые напрямую человеком. Построение русскоязычных сообществ с помощью таких устройств описывалось ещё в 1837 году Владимиром Одоевским, писавшим в своём фантастическом романе «4338-й год» о том, что «между знакомыми домами устроены магнетические телеграфы, посредством которых живущие на далеком расстоянии разговаривают друг с другом», а также о «домашних газетах», издающихся «во многих домах, особенно между теми, которые имеют большие знакомства»: этими газетами «заменяется обыкновенная переписка», в них «помещаются обыкновенно извещение о здоровье или болезни хозяев и другие домашние новости, потом разные мысли, замечания, небольшие изобретения, а также и приглашения, когда же бывает зов на обед, то и le menu». В 1852 году между Санкт-Петербургом и Москвой заработала подземная кабельная телеграфная линия. Телеграфная связь к концу XIX века широко распространилась в России и по всему миру. В дополнение к проводному телеграфу появляются радиотелеграф и оптический телеграф. В начале XX века появляется фототелеграф, за ним телетайп, телекс, факс, телетекст. Телетайпная сеть, охватившая технологически развитые страны в 1930-х гг., уже реализовывала базовый функционал Интернета — в цифровом виде на любые расстояния по узлам сети пересылались массивы текстовых документов. Это оказалось прежде всего востребовано в банковской сфере, которая активно пользовалась телексами до конца XX в. Появившийся в 1980-х телетекст по функционалу фактически был «односторонним» WWW.
Массовое мировое распространение Интернета и других компьютерных сетей произошло благодаря их возможности очень быстро пересылать электронную почту — тексты и затем файлы, в частности, двумерные изображения от одного абонента к другому на любые расстояния. Возможность двустороннего сообщения привела к развитию идеи коллективного вещания, что затем приобрело форму электронных досок объявлений, интернет-форумов, блогов и социальных сетей. Для того, чтобы явление приняло массовый характер, потребовались ЭВМ в широком доступе и наличие повсеместно протянутой аналоговой телефонной связи, по которой можно было передавать сигнал модемов, в том числе через границу. Во многом Рунет как культурный феномен стал наследником широко распространённой культуры письменных объявлений на досках и в газетах, культуры советского самиздата, а также культуры радиолюбительства, представители которой рассматривали передачу цифровых данных человеком по радио как спорт. Зарождался Рунет как русскоязычная цифровая среда в советских научных, военных и промышленных учреждениях, где были ЭВМ, и сотрудники передавали друг другу магнитные ленты для них — в том числе с самиздатом, набранном на компьютерах, и с компонентами советской ОС ДЕМОС. Внутри СССР с конца 1980-х годов также возникали кустарные сети по технологиям Фидонета по мере того, как увеличивалось число персональных компьютеров и домашних компьютеров в доступе у населения. «Пионер Фидонета» Дмитрий Завалишин отмечает, что Фидонет и Интернет появились в СССР как массовое явление «строго одновременно» — в 1990 году. Интернет распространялся со стороны ведомств, Фидонет — на энтузиазме частных лиц. При этом «профессиональный» Юзнет/Интернет почти сразу стал активно использоваться для бизнеса, в то время как в «народном» и «творческом» Фидонете, основанном на личном поручительстве частных владельцев ПК с модемами, коммерческие объявления не приветствовались и часто запрещались.
Когда Интернет в виде Юзнета стал с 1989 года проникать в СССР, интегрируясь с советскими компьютерными сетями, в мае 1991 года существовал зафиксированный момент превышения в наиболее массовой частной сети «Релком» внутреннего (русскоязычного советского) трафика над внешним (западным в основном нерусскоязычным). Ранее в X.25-сетях ВНИИПАСа фиксировались тенденции стремления пользователей ЭВМ к взаимному общению вопреки исходной научной парадигме: «уже во второй половине 80-х проявился казавшийся тогда неожиданным феномен: системы создавались для онлайнового доступа к удаленным банкам данных научно-технической информации, а в общем объёме информационного трафика лавинообразно росла доля электронной почты (Е-mail) и передачи файлов (file transfer)». Антрополог Н. Конрадова в книге «Археология русского интернета» (2022) указывает, что в СССР было создано много машинных текстов в целях самиздата, прежде всего литературы, они распространялись на магнитных носителях, и когда начал распространяться Интернет в России, эти тексты составили основу контента зарождающегося Рунета. Запрещённый в СССР самиздат уже в 1970-х годах начал набираться и печататься на советских компьютерах. Русскоязычные пользователи компьютерных сетей продемонстрировали особый интерес к цифровой литературе ещё в ФИДО, а Библиотека Мошкова быстро стала центром концентрации и распространения русскоязычных цифровых книг, которые добровольцы во всём мире часто набирали вручную (возникли разные версии известных книг, изменённые или усечённые в процессе стихийного цифрового распространения).
Таким образом «Рунет» впервые документально проявлял свою обособленность в рамках глобальной интернет-среды. Регистрация «Релкомом» домена .su в 1990 году для обеспечения нормального функционирования Юзнета в СССР фактически была «инициированным снизу» проявлением суверенитета СССР, что было подкреплено международными соглашениями на уровне общественных организаций SUUG и EUNet. Официальные структуры ВНИИПАС, Академсеть и SFMT, официально подключившие СССР к «прото-Интернету» ещё в 1978 году, до этого этапа самостоятельно не дошли, так как не обеспечивали массовость, а их услуги были дорогими.
Н. Конрадова пишет: «Осознание русского сегмента интернета как самостоятельного, особенного и изолированного от глобальной сети феномена сопровождалось бурным мифотворчеством. Как и первые участники американских сетей 1980-х годов, русские пользователи обнаружили новое, идеальное для коммуникации пространство, в котором не работали принципы пространства физического и где отсутствовало государство с его системой контроля и наказания» … «русские осваивали американскую технологию, словно заново колонизировали саму Америку, а инструментом колонизации служила литература. Интернет оказался идеальным вместилищем традиций советской и русской культуры, где самиздат был лишь одним из возможных проявлений более общего: „литературоцентризма“».

### Передача компьютерных данных на русском языке
Считается, что история передачи компьютерных данных в США началась в 1950-е годы, когда стали проводиться первые опыты по обмену данными между разными ЭВМ, а первая «удалённая» сеть (Кембридж—Санта-Моника) датируется 1965 годом. В СССР в это время велась работа над вычислительными системами МЭСМ, БЭСМ и другими. В это же время советские радиолюбители обменивались с коллегами по всему миру закодированными радиограммами, то есть осуществляли трансграничную «пиринговую» цифровую связь. Существует мнение, что толчок развитию интеллектуальных технологий в США дал запуск Советским Союзом в 1957 году первого спутника, ознаменовавший начало «космической гонки» двух держав. Для наблюдения за спутником и расчётов его траектории в Институте теоретической астрономии (ИТА) АН СССР использовалась находившаяся в ВЦ АН СССР ЭВМ БЭСМ, а данные со станций наблюдения для этого передавались в Москву по телеграфу и затем в ИТА переносились на компьютерные носители информации (сперва это были перфоленты, позже — перфокарты). Для обслуживания этих процессов в ИТА был создан «отдел прикладной небесной механики». Из-за холодной войны страны Запада наложили ограничения на поставку в СССР товаров и технологий, для чего в 1949 году был создан Координационный комитет по экспортному контролю (КОКОМ), не разрешавший поставлять в СССР компьютеры и разработавший стратегию «контролируемого технологического отставания».

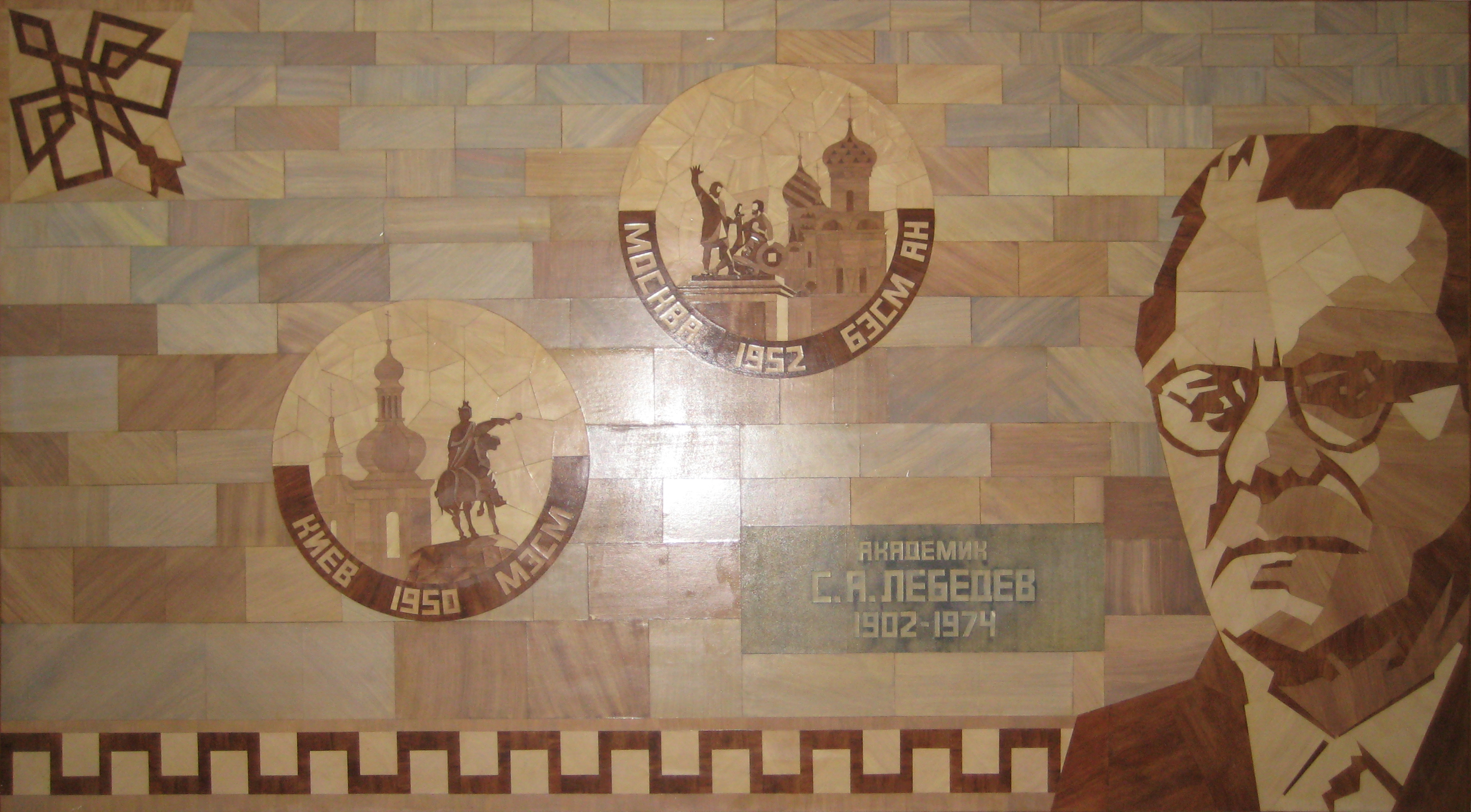
Панно в ИТМиВТ АН СССР с портретом Сергея Лебедева

Советские учёные из Института точной механики и вычислительной техники (ИТМиВТ) АН СССР создавали сети компьютерной связи с 1952 года в рамках работ по созданию автоматизированной системы противоракетной обороны (ПРО) «Система „А“». Вначале специалисты под руководством Сергея Лебедева создали серию ЭВМ («Диана-I», «Диана-II», М-20, М-40, М-50 и др.) и организовали обмен данными между ними для вычисления траектории противоракеты. Как пишет один из создателей системы Всеволод Бурцев, «в экспериментальном комплексе противоракетной обороны [центральная машина М-40] осуществляла обмен информацией по пяти дуплексным и асинхронно работающим радиорелейным каналам связи с объектами, находящимися от неё на расстоянии от 100 до 200 километров; общий темп поступления информации через радиорелейные линии превышал 1 МГц». В 1956 году западнее озера Балхаш советскими учёными и военными был создан большой полигон «Сары-Шаган», где разрабатываемая система ПРО вместе с сетью ЭВМ проходила испытания. 1960-м годом датируется проект «Интегрированный оборонно-наступательный океаническо-сухопутно-космический комплекс», в 1961 году создаётся локальная компьютерная сеть системы ПРО А-35, в 1971 году — локальная компьютерная сеть системы ПРО А-135.
Вся информация о такого рода деятельности была секретной. В 2022 году учёные из московского института ЦЭМИ так описали связанные с этим проблемы: «Отечественный интернет мог появиться гораздо раньше; к этому были объективные предпосылки, но мешала ведомственная разобщённость и некомпетентность руководства. Ещё один аспект: тотальная секретность всех разработок в СССР, которые могли иметь отношение к оборонной тематике. Часто коллективы учёных и инженеров параллельно выполняли однотипные задания, не зная о своих неявных „конкурентах“ из другого ведомства — вспомним хотя бы о многочисленных авиационных КБ. В декабре 1951 года с разницей в несколько дней в узких кругах стало известно о появлении первых советских ЭВМ, созданных независимо друг от друга коллективами в Москве и Киеве. 15 декабря директор Энергетического института АН СССР Г. М. Кржижановский утвердил отчёт об испытаниях автоматической цифровой вычислительной машины М-1 (руководитель разработки — И. С. Брук), а 25 декабря комиссией Академии наук СССР (председатель — академик М. В. Келдыш) была принята и передана в эксплуатацию машина МЭСМ (С. А. Лебедев). Профессор А. Н. Томилин вспоминал, что на защите своей диссертации полвека назад он утверждал, что создал первую в своём роде операционную систему. Его оппонент разработал аналогичную систему несколькими годами ранее, но вынужден был молчать об этом, так как работа была засекречена. Напомним также, что до конца 50-х годов кибернетика пребывала в статусе „идеалистической буржуазной лженауки“».

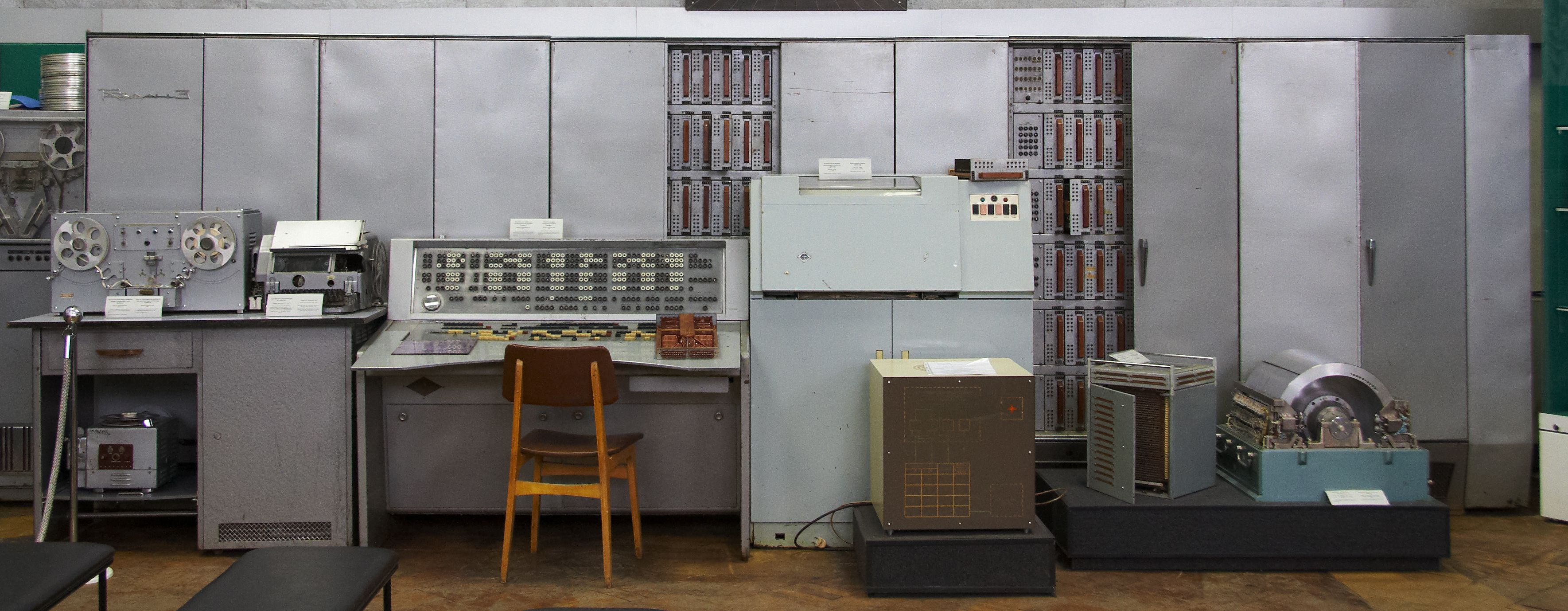
В основе АСУ «Экспресс» — ЭВМ «Раздан-3»

С 1959 года ведёт историю Главный вычислительный центр Госплана СССР, вслед за которым создавались вычислительные центры советских министерств и ведомств. В конце 1950-х годов началась разработка проекта управления экономикой СССР «Общегосударственная автоматизированная система учёта и обработки информации» (ОГАС) — проект не был реализован, но некоторые его компоненты, такие как центры учёта статистики, далее постепенно внедрялись по мере естественного развития промышленности в СССР. 21 мая 1963 года ЦК КПСС и Совет министров СССР издали постановление № 564 «Об улучшении руководства внедрением вычислительной техники и автоматизированных систем управления в народное хозяйство», после чего было предложено создание «Единой государственной сети вычислительных центров» (ЕГСВЦ). В 1960-е годы заработала система резервирования авиабилетов «Сирена», в 1972 году — железнодорожная система «комплексной автоматизации билетно-кассовых операций» АСУ «Экспресс», обеспечивавшие передачу и обработку больших массивов информации (модернизированные версии «Сирены» и АСУ «Экспресс» работают по сей день). Имеются упоминания о передаче цифровых данных между СССР и США в середине 1970-х годов в рамках проекта «Союз — Аполлон» (впоследствии учёные выявили тесную взаимосвязь между развитием компьютерных технологий и космическими полётами). В 1976 году XXV съезд КПСС утвердил задание создать «Общегосударственную сеть передачи данных» (ОГСПД) на базе Единой автоматизированной системы [телефонной] связи (ЕАСС). С 1978 года ведёт историю Ленинградская информационно-вычислительная сеть АН СССР (ЛИВСАН) — научная сеть Ленинградского вычислительного центра (ЛВЦ) при Физико-техническом институте им. Иоффе, впоследствии известная как «всесоюзная академсеть». В её рамках использовался телефонный протокол цифровой связи X.25 и телефонные модемы, в 1980 году в Ленинграде создана первая внутриобъектовая оптическая линия, в марте 1984 года в опытную эксплуатацию вступила внешняя оптическая линия длиной около километра, работавшая на скорости до 16 Мбит/с. Надзор за этой деятельностью вела Комиссия по вычислительным центрам коллективного пользования и сетям ЭВМ Координационного комитета АН СССР по вычислительной технике. Историк электросвязи Александр Островский в 2011 году писал, что по непонятной причине в 1980-е годы «советские связисты „проспали“ [произошедшую за рубежом] „оптико-волоконную революцию“. <…> Вплоть до крушения Советского Союза наша страна в этом направлении не пошла дальше отдельных опытов».
Издание The New Times в публикации 2009 года приводит слова полковника КГБ в отставке Владимира Рубанова: «КГБ СССР не могло пропустить возникновение коммуникационных сетей в США и Европе, тем более что на них были подвешены каналы управления и связи различных оборонных систем». Издание указывает, что из книги английского исследователя Кристофера Эндрю, написанной в соавторстве с советским перебежчиком Олегом Гордиевским, известно, что «КГБ рекрутировал хакеров в ФРГ, которые успешно качали данные из Пентагона и нарождающихся сетей США». Также отмечается, что «уже на Олимпиаде-80 КГБ СССР обладал новейшей японской компьютерной техникой, поставленной Toshiba. Когда факт этого сотрудничества вскрылся, разразился международный скандал». По данным издания, в обход санкций КОКОМа советские спецслужбы через «сеть фирм-однодневок в разных странах мира» регулярно закупали зарубежные компьютеры и ПО, а затем переправляли их в СССР.
Воображаемые устройства, похожие на компьютеры, показаны в ряде советских фантастических фильмов 1970-х годов. В 1974 году Андрей Сахаров предсказывает «в перспективе, быть может, поздней, чем через 50 лет, создание всемирной информационной системы (ВИС), которая сделает доступным для каждого в любую минуту содержание любой книги, когда-либо и где-либо опубликованной, содержание любой статьи, получение любой справки» (как позже напишет в своём дневнике Антон Носик, «прогнозы <…> сбылись на 150 процентов. Единственное, чего Сахаров не угадал: всё это случилось в два раза быстрее, чем он предвидел»). Похожие предсказания делал и Виктор Глушков при разработке ОГАС, предсказав при этом также и появление планшетных компьютеров. В 1979 году в творчестве братьев Стругацких появляется Большой Всепланетный Информаторий. В показывающем тогдашнюю действительность фильме 1977 года «Служебный роман» показан реальный компьютерный терминал Videoton VT340 венгерского происхождения и упоминаются «компьютеры в Швейцарии» (тост «за кибернетиков» до этого содержался ещё в фильме 1967 года «Кавказская пленница»). Имевший хождение в обществе самиздат начинал издаваться и с помощью компьютеров. В 1982 году в Тольятти обнаруживается «первый советский хакер» Мурат Уртембаев, который с помощью логической бомбы в компьютерной программе остановил главный сборочный конвейер автозавода ВАЗ. Разбирательства по делу Уртембаева показали, что подобное «хакерство» давно практиковалось на заводе с целью наживы, но установить виновных не удалось (Уртембаев признался в содеянном сам, а его мотивом была не нажива, а месть руководству).
Мировая история персональных компьютеров восходит к 1970-м годам. Вышеупомянутые советские компьютерные сети специального назначения с самого начала могли применяться для передачи текстовой информации внутри СССР — эту функцию они унаследовали от телеграфа и радиосвязи. Для приёма-передачи информации в компьютерных сетях использовался компьютерный терминал — ввод осуществлялся сначала тумблерами, потом клавиатурами, вывод — сперва лампочками, затем принтерами и дисплеями. Для передачи сигналов между терминалами использовались радиосвязь, провода и кабели, также в обиход вошла ручная передача носителей информации (см. статьи «Онлайн и офлайн», «Флоппинет»).

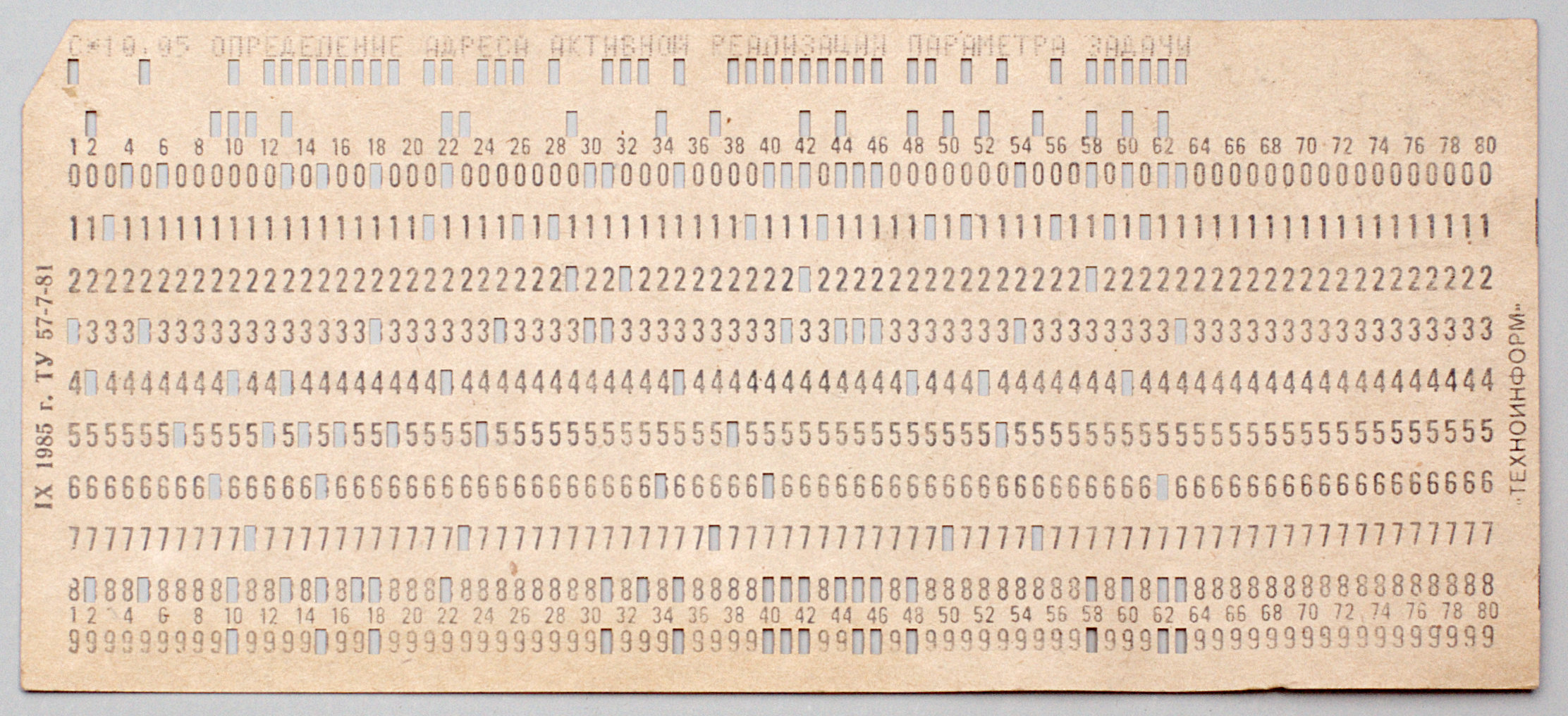
Перфокарта

C 1950-х годов в СССР начали создаваться машинные цифровые кодировки для русского алфавита и утверждаться определяющие их ГОСТы. Сначала это был код УПП для перфокарт, затем в 1967 году на базе международного стандарта ISO 646 была создана кодировка КОИ-7 («7-битный код для обмена и обработки информации»), частично совместимая с американской ASCII; в 1974 году за ней последовали ДКОИ («двоичный код обработки информации») для ЕС ЭВМ, основанная на кодировке EBCDIC компании IBM, и КОИ-8 (8-битное расширение КОИ-7). Последние три унаследовали неалфавитный порядок следования русских букв в кодовой таблице от телетайпного кода МТК-2. Использование появившихся в середине 1980-х годов основной и альтернативной кодировок для IBM PC-совместимых ПЭВМ также сделало доступной псевдографику. В начале 1990-х годов собственные кириллические кодировки, не основанные на ГОСТах, внедрили компании Microsoft (Windows-1251) и Apple (Mac OS Cyrillic). Наличие множества различных кодировок приводило к проблемам с совместимостью при прочтении русских текстов, из-за чего русскоязычным людям нередко приходилось общаться между собой на английском языке или же использовать так называемый транслит. К настоящему времени эти проблемы по большей части решены путём перехода на Юникод, но с ними по-прежнему можно столкнуться при работе с информацией, сохранённой в старых форматах.

### Международная цифровая связь в СССР

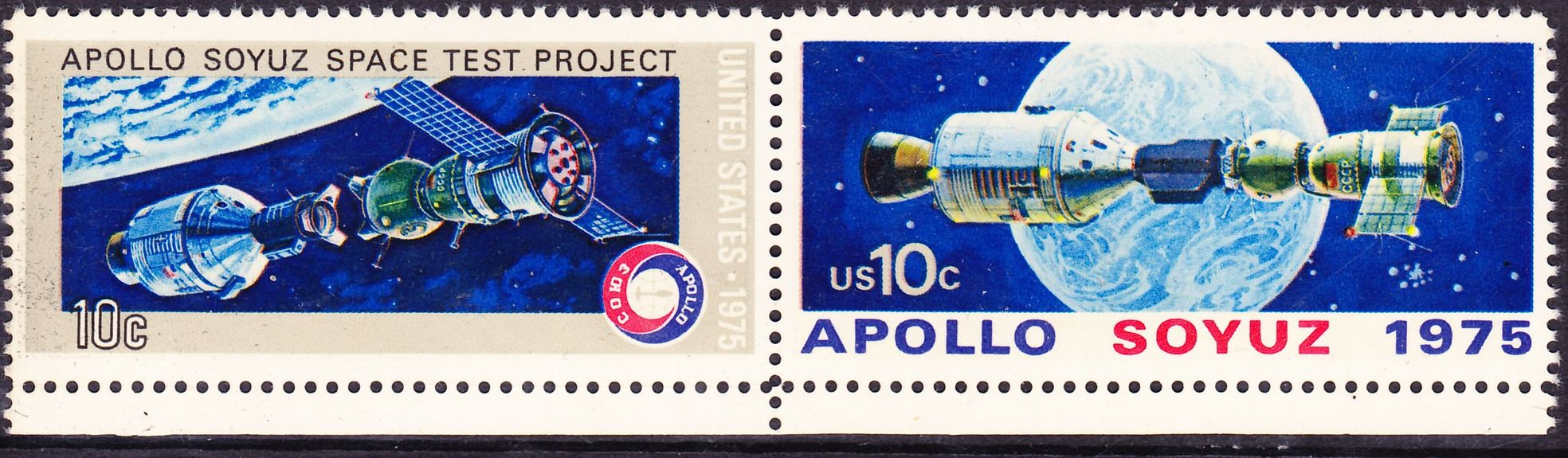
Почтовые марки «Союз — Аполлон»

- Первая половина 1970-х годов — канал передачи цифровых данных был проложен между СССР и США для обмена компьютерной информацией между ЦУПом в подмосковном Звёздном городке и Космическим центром NASA в Хьюстоне, штат Техас — в рамках реализации совместного пилотируемого космического полёта «Союз — Аполлон» (1975). Советский математик, профессор МГУ Александр Томилин, вспоминает: «вычислительный комплекс, в состав которого входили ЭВМ БЭСМ-6, в 1975 году в ходе космического полёта „Союз — Аполлон“ обрабатывал телеметрию за 1 минуту, в то время как американская сторона на такой расчёт тратила 30 минут»; «данные баллистических измерений траектории подъёма … корабля „Союз-19“ передавались … в советские центры обработки и в Хьюстон, где рассчитывали траектории подъёма и затем орбиты корабля»[62]. Данные передавались по технологии T1 для использования компьютерами, обслуживавшими полёт[72], и не применялись для текстового общения между людьми. Однако от проекта на московских телефонных станциях осталось оборудование T1, которое, по словам Дмитрия Буркова[73][74], в начале 1990-х годов применялось при создании первой массовой советской компьютерной сети «Релком» (о «Релкоме» см. далее) и первой российской точки обмена трафиком MSK-IX.

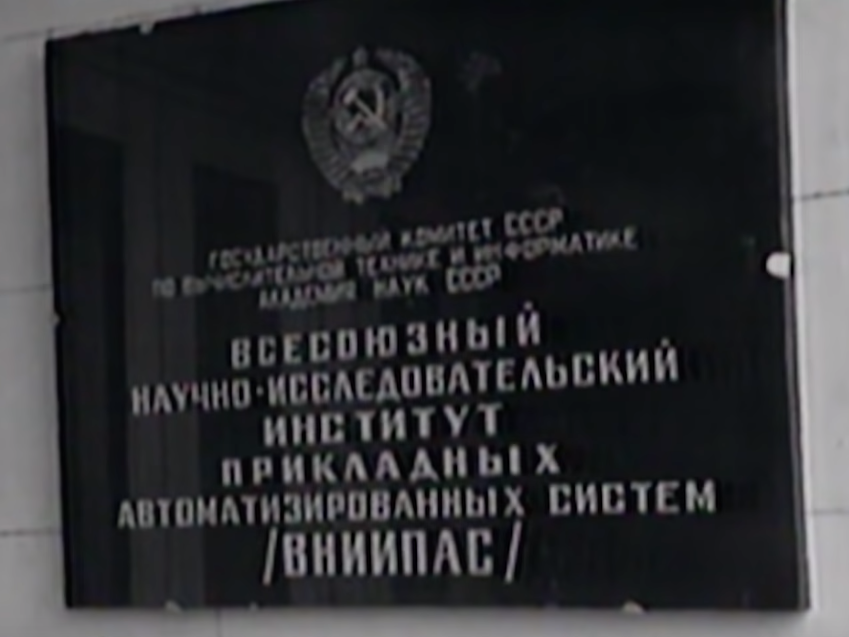
Вывеска на входе ВНИИПАС, кадр из передачи Анатолия Клёсова (Гостелерадио СССР), показанный в сериале Андрея Лошака

- Первая половина 1980-х — опыты официальной международной компьютерной связи в СССР начинает московский Всесоюзный научно-исследовательский институт прикладных автоматизированных систем (ВНИИПАС), выделенный в 1982 г. из состава Всесоюзного научно-исследовательского института системных исследований (ВНИИСИ) для выполнения функций центрального узла Академсети[64] и решения смежных задач[75]. Использовались обычные телефонные сети и западный протокол X.25 для передачи по ним цифровых данных. ВНИИСИ являлся советским филиалом Международного института прикладного системного анализа (IIASA/МИПСА), созданного в 1972 году СССР и США как центр глобального научного обмена. Штаб-квартира МИПСА находится в Австрии, в связи с чем канал цифровой связи в 1978 году[55] проложили до столицы Австрии Вены, где сигнал советского модема принимал модем оператора связи Radio Austria, сокращённо RADAUS[76]. Это была платная выделенная телефонная медная линия, предоставленная министерствами связи Австрии, транзитной Чехословакии и СССР. Скорость линии 9600 бод была поделена пополам между Чехословакией (тоже участницей МИПСА) и СССР по 4800 бод каждой стране[55]. В целом, по словам идеолога «Релкома» Валерия Бардина[77][78], «фактически каждая страна строила свою сеть. Само понятие Internet созревало постепенно — так же, как понятие „русский язык“, например. Глобальная сеть сформировалась как совокупность местных сетей, и мы стали Internet вместе со всеми. Наверное, потому и трудно назвать „отцов“ Internet в России».
- Аналитик НАТО Крег Синклер (Craig Sinclair) в книге 1986 года «Состояние советской гражданской науки»[79] приводит таблицу «замеченных первых международных телекоммуникационных соединений из СССР». В ней он относит к февралю 1980 года соединение ИНИОН и Болгарской академии наук в Софии, к январю 1981 года соединение венгерского Центрального НИИ физики (KFKI)[венг.] с ВНИИСИ, к декабрю 1981 года соединение венгерского Института компьютерных наук и управления (SZTAKI)[венг.] с «Ленинградом» и к «раннему 1982» соединение МИПСА также с «Ленинградом» (предположительно, речь о строившейся в Ленинграде Академсети в то время как ВНИИПАС в Москве только создавался). К 1983 году Синклер относит подключение СССР к Международному агентству по атомной энергии (Австрия), к 1984 году — спутниковые соединения СССР с Ханоем, Гаваной и Улан-Батором через ВИНИТИ, к 1985 году — «сеть с коммутацией пакетов в Финляндию».

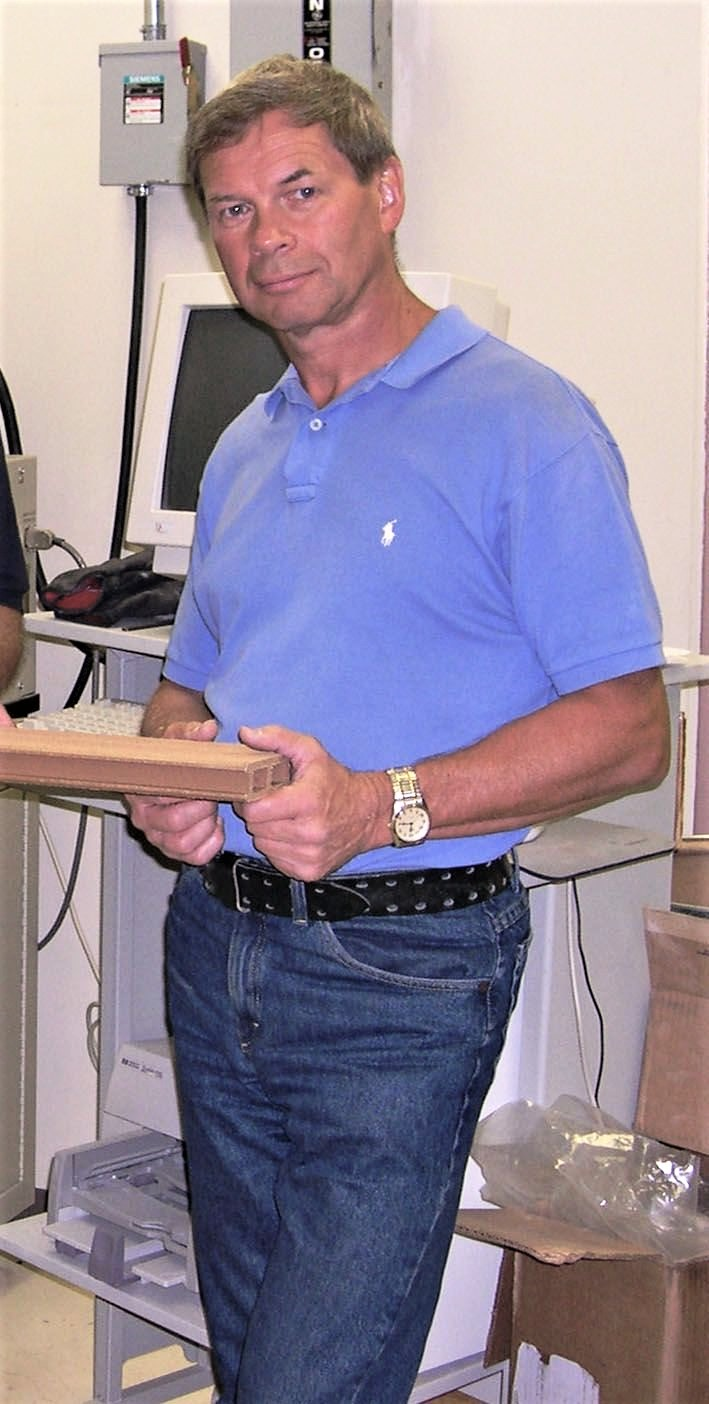
Анатолий Клёсов (фото 2008 г.)

- 1982—1983 годы. После успеха первичных зарубежных технических соединений из ВНИИПАС отдел промышленного развития ООН (ЮНИДО) обращается в Государственный комитет Совета Министров СССР по науке и технике (ГКНТ) с предложением использовать компьютерную связь в международном научном обмене в рамках серии «всемирных компьютерных конференций». ГКНТ и ВНИИПАС находились в соседних зданиях в центре Москвы на улице Неждановой в непосредственной близости от Министерства связи СССР, Центрального телеграфа и Московского Кремля. В конце 1983 года состоялась масштабная конференция «Биоконверсия лигноцеллюлозы для получения топлива, пищевых продуктов и кормов» (первый сеанс 16.12.1983[80]). Для её организации с советской стороны через зампреда ГКНТ Джермена Гвишиани был приглашён профессор биохимии из МГУ Анатолий Клёсов, так как он ранее был и работал в США в Гарвардском университете, знал английский язык и лично упоминался в письме ЮНИДО. В рамках начавшегося научного обмена Клёсов выступал представителем со стороны учёных из почти всех союзных республик, с зарубежной стороны участвовали представители Великобритании, США, Канады, Швеции, ФРГ, Финляндии с помощью компьютеров и Италии, ГДР, Филиппин, Гватемалы, Японии, Таиланда, Люксембурга, Дании, Бразилии, Новой Зеландии — по телефону[81][82]. Клёсов рассказывает, что в ГКНТ ему дали данные для авторизации на сервере Стокгольмского университета, а «техническое обеспечение для компьютерных конференций в институте было, правда, использовалось только в одну сторону» — «для прочесывания зарубежных компьютерных баз данных и переправки этих данных в Москву через компьютерную сеть». Клёсов также пишет, что «безмерно благодарен Всемирной Академии наук и искусств[англ.] и её тогдашнему Президенту Карлу-Горану Хедену[англ.] (Стокгольм), кто пригласил меня в 1982 году принять участие в первой международной компьютерной конференции, помог в спонсировании (фактически, оплате из международных фондов) моей деятельности в международных компьютерных сетях на протяжении последующих нескольких лет»Анатолий Клёсов (фото 2008 г.) … «Участники собирались у терминала во ВНИИПАС, бурно обсуждали „в круг“ и по телефонам с коллегами из других городов материалы и поставленные вопросы и резюме отправляли в сеть. Так, работали часами. Надо понимать, что эти часы уходили в основном на ожидание по развертке текста. Модемы тогда были со скоростью 360 baud. Для того чтобы „развернулась“ страница текста, приходилось ждать несколько минут, читая текст по буквам в процессе его появления на экране»[83].
- С 1982 года начинается появление в СССР клонов операционной системы UNIX и специалистов по её использованию и развитию на советском и импортном оборудовании. Инженеров привлекала идея разработки единой ОС для изначально несовместимой между собой советской техники. По словам Бардина, UNIX, в обход ограничений КОКОМа, по частям копировалась с зарубежных компьютеров советскими учёными из разных НИИ и министерств для последующей адаптации прежде всего на компьютерах серии БЭСМ, «Эльбрус 1К2», «Электроника 225», ЕС ЭВМ. В основном копии попадали в СССР на компьютерных магнитных лентах, но были и случаи «скачивания» по телефонным сетям, в том числе по каналу ВНИИПАСа (Николай Саух и Дмитрий Жарковский скачали «приблизительно половину исходных текстов Unix» с австрийского компьютера PDP-11/70, за что были депремированы[76]) и неким каналам «научно-технической разведки ПГУ КГБ СССР или ГРУ»[66]. Как указывают участники событий, «заказа власти, каких-то министерств на эти разработки не было — все делалось на энтузиазме молодых ученых»[84]. Среди учёных выделялась группа, работавшая под руководством заведующего кафедрой прикладной математики и вычислительной техники Института повышения квалификации Министерства автомобильной промышленности СССР Михаила Давидова. Впоследствии именно опыт этих специалистов позволил практически одновременно по всему СССР развернуть узлы будущих массовых интернет-провайдеров и объединить их в сети. На базе упомянутых наработок эта группа создала советскую UNIX-подобную операционную систему ДЕМОС («диалоговая единая мобильная операционная система», изначально МНОС, «машинно-независимая операционная система»). Данные события Давидов и его коллеги в 1998 году описали в сборнике мемуаров «Вся правда о Демосе»[85]. О состоянии компьютерной индустрии в СССР того времени Давидов и соавторы пишут так: в КИАЭ (Курчатовский институт атомной энергии) «интерес к мобильным системам возник в конце 70-х, задолго до появления первых лент с ОС UNIX» … «Сначала наше общество разделилось на ЕС-о ненавистников (занимавшихся БЭСМ-6) и ЕС-о любителей. После и там и там начало появляться понимание того, что сидим мы на, извиняюсь, старье и дерьме (неважно, аппаратном или программном — и там и там операционные системы явно отставали от жизни), и что надо куда-то двигаться. И тут появилась идея машинно-независимой ОС Unux» … «именно она послужила объединяющим стимулом для нескольких разных групп программистов» … «Так дальше жить было нельзя. Все это понимали и молча „локализовывали“ все, что приходило из Африки» … «программы, украденные в США, по какой-то причине имели африканский след на лентах» … «Социализм трещал по всем швам — все уже тогда было понятно…» … «Могу смело утверждать — программисты, сделавшие ОС ДЕМОС, были в то время лучшими программистами в СССР». Соавторы указывают, что ключевые решения о начале сборки единой ОС были приняты в каминном зале Дома учёных при Институте физики высоких энергий в Протвино.
- 5 сентября 1982 года состоялся телемост между СССР и США. Телемост придумал «хиппи из Калифорнии» Джоэл Шац (Joel Schatz) во время рок-фестиваля «Мы» в США[86], «захотев поговорить с людьми на другом конце планеты о недопущении ядерной войны» с помощью больших экранов, которые были на фестивале (фестиваль спонсировал компьютерный бизнесмен Стив Возняк). Шац обратился с этой идеей к американским властям, которые её поддержали. Затем проект получил одобрение также и советских властей и был назван «Москва-космос-Калифорния». Для его организации использовалась цифровая связь ВНИИПАСа, подключённая трансконтинентально через спутник (что было отработано на проекте «Союз-Аполлон»). С советской и американской стороны участвовали группы людей, которые собрались в телестудиях с обеих сторон. Телемост не был показан по телевидению, люди в основном не вели содержательного общения, а танцевали под песни Аллы Пугачёвой (которую для этой съёмки сняли с самолёта в Париж) и других артистов и махали друг другу руками. Но мероприятие дало старт серии более серьёзных телемостов, а Шац впоследствии приехал в СССР и стал одним из управленцев SovAm Teleport (об этом см. далее)[87]. В организации телемоста с советской стороны принимали участие режиссёр Юлий Гусман и общественник Иосиф Гольдин. После этих экспериментов Гольдин в частном порядке вместе с Шацем стали организовывать видеочаты жителей СССР и США, передавая по цифровым модемам звуковой и видеосигнал по технологии телевидения с медленной развёрткой, опробованной в ходе полётов на Луну[88]. Гольдин пользовался купленным в США персональным компьютером TRS-80. Как и Шац, он был увлечён идеей о том, что прямое общение американцев и русских позволит их сблизить и не допустить ядерной войны между ними. Гольдину и Шацу помогала Джуна Давиташвили.
- 1983 год — совместно с ВНИИПАС начал работу проект San Francisco Moscow Teleport (SFMT), финансировавшийся Джорджем Соросом и другими американскими инвесторами при поддержке правительства США[89][90]. Родственные SFMT проекты компьютерной связи американского происхождения ставили задачей организацию передачи данных между ЭВМ в разных странах мира по протоколу X.25. «В 1980—1990 гг. через ВНИИПАС страна соединялась с некоторыми странами Восточной Европы, а также с Кубой, Монголией и Вьетнамом. Почти весь трафик передаваемых данных составляла научно-техническая информация. В 1980 гг. считалось, что по трансграничным каналам передачи данных между Востоком и Западом перекачивается информация на Восток, а оттуда ничего не дают взамен»[83]. Бобина с магнитной лентой для записи телеметрии советских баллистических ракет морского базирования (Национальный музей криптографии, США)

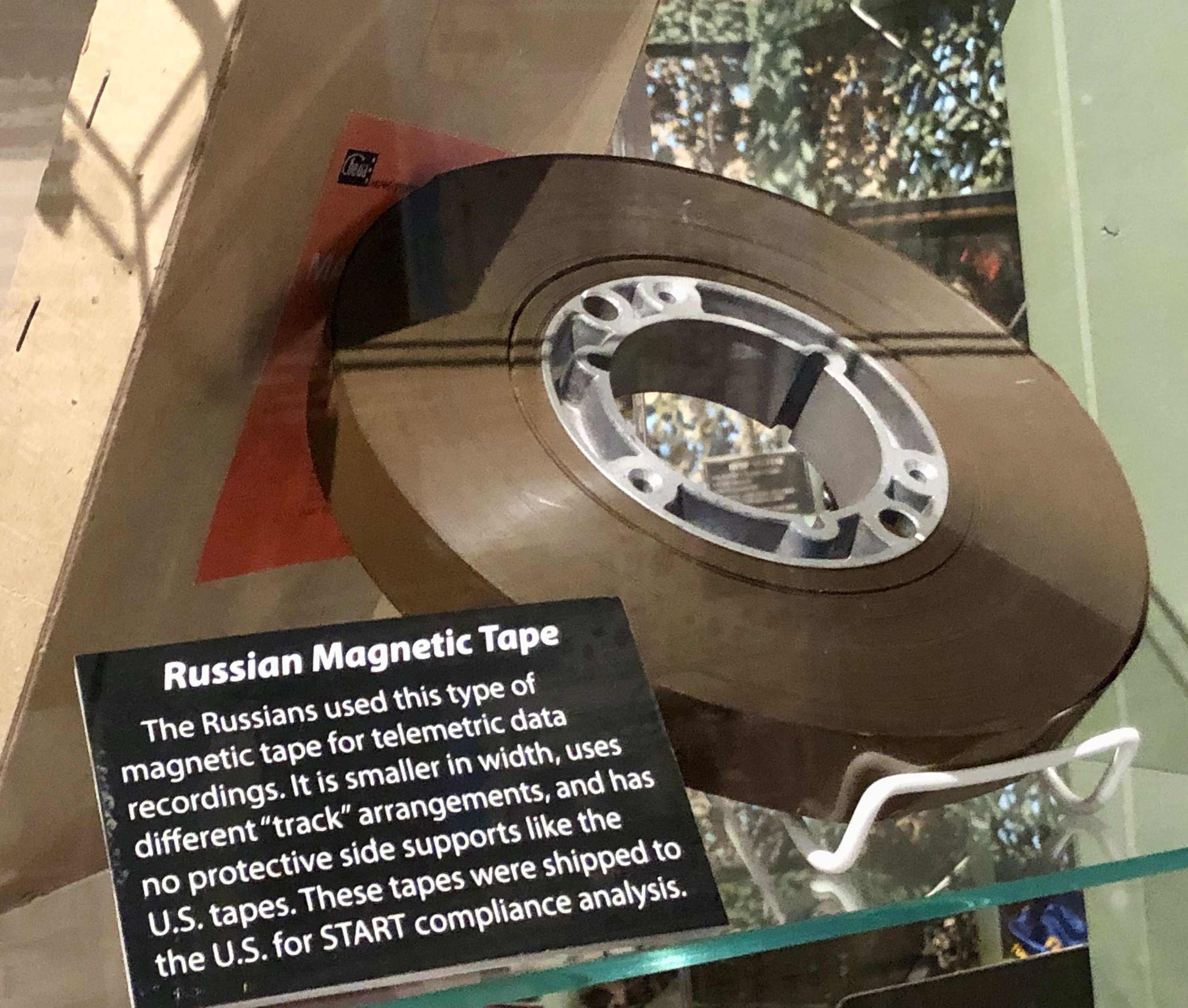
Бобина с магнитной лентой для записи телеметрии советских баллистических ракет морского базирования (Национальный музей криптографии, США)

- 1984 год — «пророческая» первоапрельская шутка про «кремлёвский компьютер» Kremvax и письмо с него от якобы генсека Черненко, распространённая в тогдашней англоязычной сети Usenet. Авторы шутки исходили из того, что советских компьютеров типа VAX на самом деле не может быть — в реальности в это время настоящие VAX контрабандно ввозились в СССР, а к концу 80-х были созданы полностью совместимые аналоги. Более того, в 1984 году советская Академсеть имела соединение с мировыми сетями, в том числе Юзнетом, и советские пользователи теоретически могли послать туда сообщение, но фактически это впервые произошло лишь в 1989 году (см. далее). Шутка про Kremvax вызвала большой резонанс в Юзнете и беспокойство в Пентагоне, затем слово Kremvax прочно вошло в западную IT-культуру.
- Конец 1985 года — в журнале «Наука в СССР» вышла статья Клёсова «В моду входят телеконференции»[91] (она была написана годом ранее, но сначала не пропущена цензурой). Впоследствии статью перепечатали журналы «Знание — сила», «Наука и жизнь» и другие, были сделаны переводы на английский, немецкий и испанский языки. Затем в 1988 году Клёсов сделал передачу по этой теме на Первом канале ЦТ. В советских кинотеатрах в 1985 году большой успех имел фильм «Самая обаятельная и привлекательная», герои которого работают на ЭВМ в НИИ. В том же году вышел фильм «Зимний вечер в Гаграх», содержащий танцевальный номер «Хаос и рождение ЭВМ».
- Середина 1980-х — развитие деятельности SFMT. «В 1986—1988 гг. один из редакторов» сайта fid.su[92] «работала в совместном советско-американском проекте, посвященном исследованию общения, опосредованного компьютером в образовательной среде. С советской стороны в проекте участвовал Институт психологии АН СССР, с американской — Лаборатория сравнительных исследований Университета Сан-Диего (Калифорния). Проект поддерживал Фонд Карнеги». Существуют датированные 1986 годом сведения[93] о том, что американские учёные, соединявшиеся с группой Клёсова, использовали цифровые каналы SFMT для передачи между СССР и США сигнала телевидения с медленной развёрткой. В частности, этим методом пользовался для удалённых медицинских консультаций врач Боб Гейл, которого советское правительство привлекало к лечению пострадавших при Чернобыльской аварии. В целом же Клёсов в своих воспоминаниях подчёркивает свою изолированность от остального научного сообщества в СССР[94]: «в 1984, у меня появилось огромное количество пен-палов, компьютерных собеседников со всего мира. Бизнесмены предлагали контракты с Союзом. Шведские девушки наперебой приглашали приехать в сауну. Американский астронавт Расти Швейкарт неутомимо слал мне письма, предлагая устроить компьютерный мост с Академией наук Союза. Меня считали за гейт-кипера[a]. А ворот-то и не было, они на мне заканчивались». В этих условиях огласка сведений о том, что Клёсов «бесконтрольно и регулярно имеет постоянный контакт с заграницей» была опасна. Клёсов написал вышеупомянутую статью «В моду входят телеконференции» чтобы попытаться себя обезопасить. Он указывает, что в статье есть ложное место — фотография[95] компьютеров на кафедре химической энзимологии МГУ с подписью «подготовка к очередной телеконференции ведется в одном из вычислительных центров МГУ». «Это — неправда. Компьютерные конференции в середине 1980-х годов в Союзе проводились только из ВНИИПАС», — пишет Клёсов и выражает благодарность Олегу Смирнову[96], директору ВНИИПАС, отмечая: «я искренне верю, что он фактически прикрывал меня все эти годы, так как по советским понятиям моя бесконтрольная многолетняя деятельность по несанкционированному выходу за рубеж через компьютерные сети была совершенно противозаконной».КИАЭ — родина «Релкома», терминал первого медного магистрального IP-канала до офиса «Демоса» на Овчинниковской набережной и база РОСНИИРОСа

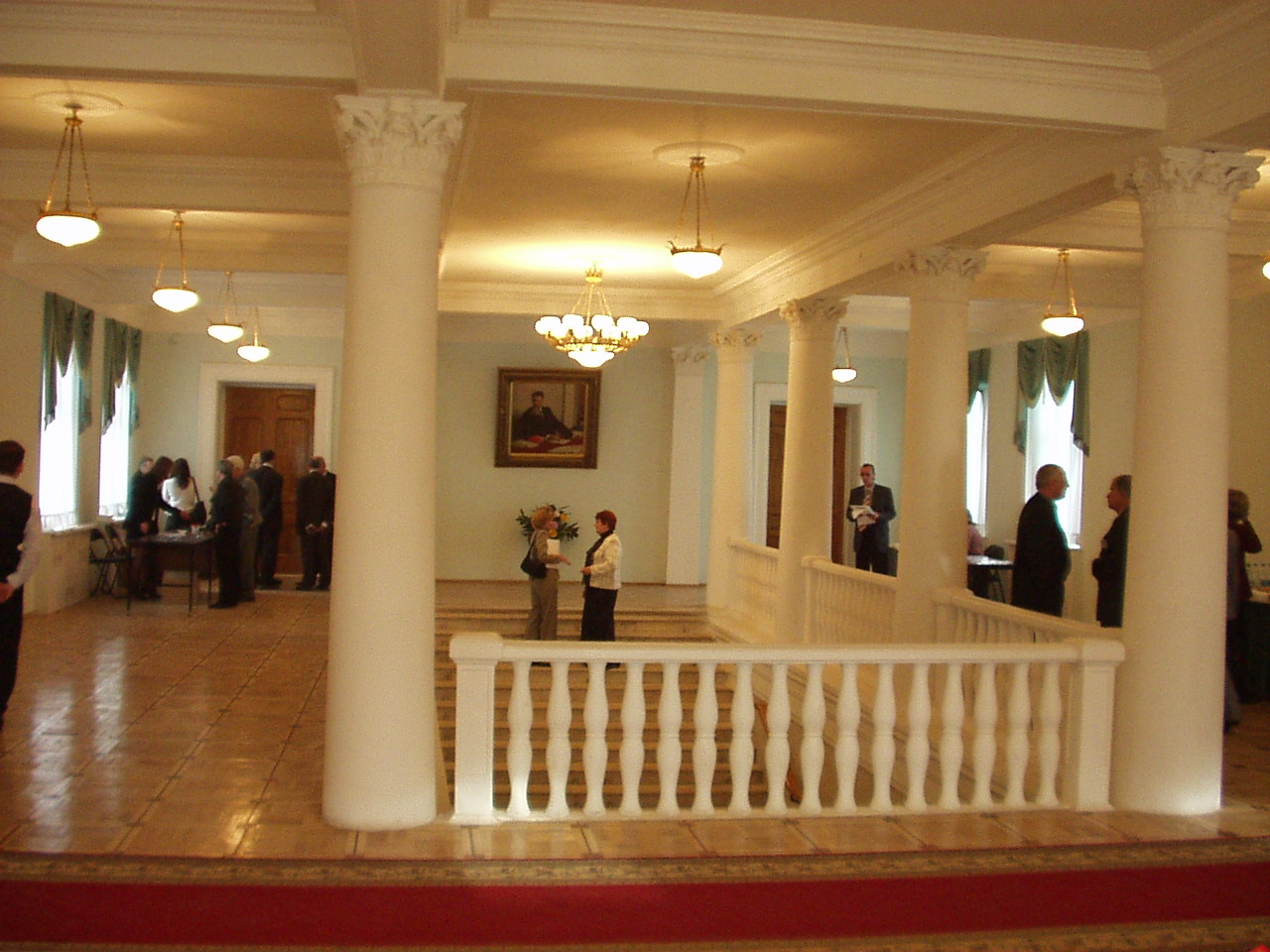
КИАЭ — родина «Релкома», терминал первого медного магистрального IP-канала до офиса «Демоса» на Овчинниковской набережной и база РОСНИИРОСа

- Конец 1980-х — силами ВНИИПАС и SFMT создаётся оператор связи SovAm Teleport («Совам Телепорт» «советско-американский телепорт»), который, по словам учёного Андрея Себранта, «ещё в 1988—1989» позволял работать «из Москвы из дому»[97] через X.25 с зарубежными UUCP- и telnet-соединениями (то есть фактически подключаясь к Интернету). Клёсов пишет, что в 1987 году его выпустили в США, там он купил личный компьютер и смог также из дома в СССР соединяться по модему с Интернетом сначала через ВНИИПАС («именно так я поддерживал ежедневную связь со своей лабораторией в Гарварде, ставил там эксперименты, обсуждал новые экспериментальные данные»), затем в 1989 году он «уже мог использовать сеть SFMT, что само по себе знаменовало наступление новой эпохи, эпохи перестройки и приближающегося конца Советского Союза».
- В 1986 году выпущен советский ГОСТ для протокола X.25 в редакции 1980 года, с этого времени в учреждениях СССР начинают создаваться ведомственные сети, по функционалу похожие на Usenet и «Академсеть». ВНИИПАС и «Совам» управляли сетями АДОНИС/ДИОНИС/ИАСНЕТ, известно о сетях с названиями АИСТ, АСПД[98] и др. Также появились аналогичные проекты на базе протоколов X.400 и X.75[англ.] и проекты по присоединению к большой глобальной образовательной сети BITNET, которая позже объединилась с Интернетом (в Европе Bitnet был известен как EARN, в СССР как SUEARN). Так, с 1988 года строил свою часть сети BITNET советский Институт космических исследований (ИКИ РАН) — впоследствии в Интернет она была включена как «некоммерческая сеть RSSI (Russian Space Science Internet)»[99]. В 1989 г. свою компьютерную сеть «ЛЭК-телеком»[100] построила «Лаборатория экологического контроля» («ЛЭК») А. В. Рогачёва. В 1990-91 гг. на базе московского Института органической химии строилась компьютерная сеть SUEARN, вошедшая затем в Интернет как «научно-образовательная сеть Freenet», аналогичная сеть была у НИИЯФ МГУ[101]. При этом сеть НИИЯФ, известная как radio-msu.net, впоследствии пыталась составить конкуренцию головной администрации МГУ в сфере подключения к интернету подразделений МГУ и контролировала домен msu.su, в то время как администрация пользовалась доменом msu.ru. Также эта сеть в 1996 году стала первым хостингом чата Кроватка.Ru, впоследствии признанного «культовым»[102]. Битнет приходил в СССР иными путями, чем Интернет и Фидонет, и есть сведения о том, что сотрудники ИКИ РАН во время путча 1991 года хотели использовать Битнет для обхода блокады СМИ (вслед за «Релкомом»), но это «заблокировали в NASA»[103].
- 1988 год — разработчики операционной системы ДЕМОС[104] награждены Премией Совета министров СССР по науке и технике (москвичи на церемонии в Кремле, ленинградцы — в Ленсовете)[105]. Этому предшествовала успешная сдача в 1984 и 1985 годах госприёмке и госкомиссии документированных версий ДЕМОСа, что позволило официально применять эту ОС «во всех госорганизациях и госорганах» СССР[85]. Получение премии Совмина давало различные привилегии лично участникам группы и учреждениям, в которых они работали. Как пишет Бардин, далее «ДЕМОС объявляется общим названием для всех Юникс-совместимых версий стран — членов СЭВ. Минприбор издает указ об обязательном снабжении ДЕМОС-ом всех новых машин». Отмечается, что кроме ДЕМОСа в СССР также существовали UNIX-подобные ОС ИНМОС («интерактивная мобильная операционная система») разработки ИНЭУМ (Институт электронных управляющих машин, головное КБ Минприбора) и ОС MISS, созданная на физическом факультете МГУ.
- Первым в СССР провайдером коммерческих услуг передачи данных стала компания «Инфоком», созданная в декабре 1988 года при участии ВНИИПАС, финляндской фирмы Fexima, Администрации почты и телекоммуникаций Финляндии и советско-финляндским совместным предприятием Elorg-Data Oy, которое торговало вычислительной техникой[55]. На это было получено одобрение Совета министров СССР.
- В начале 1989 года «Совам Телепорт» открывает точку доступа к своей сети в Москве на Центральном телеграфе, о чём 19 февраля 1989 года на передовице сообщает газета New York Times[106]. К единственному «официальному» соединению СССР с Западом через австрийский МИПСА добавляются соединения с западными магистральными провайдерами Sprint и Tymnet[англ.]. В статье New York Times приводятся слова западных учёных, которые радуются этому событию, потому что компьютерная связь с СССР раньше была дорогая, медленная и неустойчивая, а теперь она станет лучше и эффективнее. 25 марта 1989 года в New York Times выходит статья «Советские вычисления: взгляд изнутри»[107], в которой директор ВНИИПАСа Олег Смирнов рассказывает о текущем состоянии цифровой техники и связи в СССР.
- 1989 год — группа Михаила Давидова на базе КИАЭ создаёт названный в честь ОС ДЕМОС программистский кооператив «Демос» (в первые месяцы назывался «Интерфейс»). Давидов, обманывая советскую систему[85], регистрирует кооператив у Юрия Лужкова и получает право на аренду полузаброшенного дома в центре Москвы на Овчинниковской набережной — для этого Давидов предоставляет Юрию Лужкову и Гавриилу Попову редкие и дорогие в то время сотовые телефоны. Сотрудники «Демоса» проводят опыты по соединению с помощью модемов компьютеров с UNIX-системами, возникают первые регулярные связки таких компьютеров на базе протокола UUCP. По модемам с «Демосом» связывались ряд НИИ и вузов Томска, где уже была развита сеть BBS и FIDO компьютеров учреждений[25]. Так формируется первая «публичная» компьютерная сеть союзного масштаба, впоследствии названная «Релком» (название придумала специально написанная для этого компьютерная программа). Сооснователь «Демоса» и «Релкома» Дмитрий Бурков указывает, что на регулярной основе, в не-экспериментальном режиме, сеть начала работать на рубеже 1989—1990 гг. Её первый узловой компьютер, работавший круглосуточно и имевший «собственную неразделяемую телефонную линию и модем в автоответе»[108], находился в старом комплексе зданий МГУ на Моховой улице в Москве — там располагался офис созданного в 1987 г. советско-американского компьютерного предприятия «Диалог».

- 1989 год — создание в СССР отраслевого объединения Soviet Unix Users Group (SUUG)[109].
- 26 декабря 1989 года — первое сообщение из СССР в сеть Usenet отправляет Андрей Колесников — сотрудник SFMT, пользовавшийся подключением через ВНИИПАС. «Это была новость о том, что в Таллине открылась станция BBS и состоялся первый сеанс связи с Москвой». Основатель и модератор группы Юзнета comp.dcom.telecom Пэт Таусон в ответ написал, что это первое сообщение из СССР, поэтому он специально публикует его вместе с метаданными о маршруте электронной почты — для «любопытных читателей и студентов», которые могут не поверить[52].
- Январь 1990 года — начинает работу общественная организация «Гласнет»[110] (glasnost network), созданная при участии американской «Ассоциации за прогрессивные коммуникации» (APC)[англ.] и организации под названием International Foundation for the Survival and Development of Humanity («международное учреждение по выживанию и развитию человечества»), сопредседателем которой был глава КИАЭ Евгений Велихов[111]. «Гласнет» обеспечивает использование Интернета в СССР в нескольких образовательных и общественных проектах, бесплатно предоставляя соединение «Совам Телепорта». «Это была первая советско-американская некоммерческая сеть». «Для пользователей делались тематические телеконференции, их обучали использовать Интернет и демонстрировали возможности нового информационного средства»[83]. А. Себрант: «Главная особенность „Гласнета“ была в том, что во главе стоял не технарь, а журналист — Анатолий Воронов. И если „Демос“ и „Релком“ рассматривали интернет как средство связи компьютерщиков и ученых, то Толя уже тогда воспринимал его как способ для коммуникации гуманитариев, которые с компьютером, как известно, не особо дружат»[111].
- 5 апреля 1990 года вышла русская MS-DOS 4.01[112].
- Лето 1990 года — специалисты «Демоса» на базе своей формирующейся автоматической компьютерной сети разрабатывают и внедряют систему электронной почты с расчётом на постоянное массовое использование. С подачи Вадима Антонова вместо стандартных для протокола UUCP цифровых путей разработчики применили в системе доменную адресацию «внешнего» Интернета[113]. 1 августа 1990 года назначается датой основания организации «Релком», сеть начинает принимать абонентов UUCP. Организация и её название потребовались чтобы зарегистрировать новую сеть на американском военном сервере nic.ddn.mil, где хранилась соответствующая база данных[73]. В первых рядах к «Релкому» подключаются компьютеры в научных учреждениях Москвы, Дубны, Серпухова, Ленинграда, Томска, Новосибирска, Киева.
- 28 августа 1990 года — проведён первый сеанс модемной связи советского компьютера в КИАЭ с зарубежным терминалом в Университете Хельсинки с целью организации регулярного канала передачи почты абонентов «Релкома» по Интернету (с повременной оплатой телефонного соединения). В результате экспериментальных совещаний релкомовцев с подачи эстонца Лео Томберга программист Дмитрий Володин дозвонился до 19-летнего финского студента Петри Ойала, который соединил финский модем с советским. Из воспоминаний: «В те времена международная связь осуществлялась через девушку-телефонистку. Финляндия была единственной страной, на которую можно было выйти по автоматической связи. Поэтому выход на международную сетевую арену и состоялся через финнов. Таким образом, впервые был открыт шлюз в европейский консорциум сетей EUnet. Это событие также сделало доступным для отцов-основателей российского Интернета такой сервис, как USENET. Начался обмен почтой и некоторой частью новостей (comp.sys.*, alt.folklore.computers) со всем миром. Это было настоящее окно в Европу»[114].

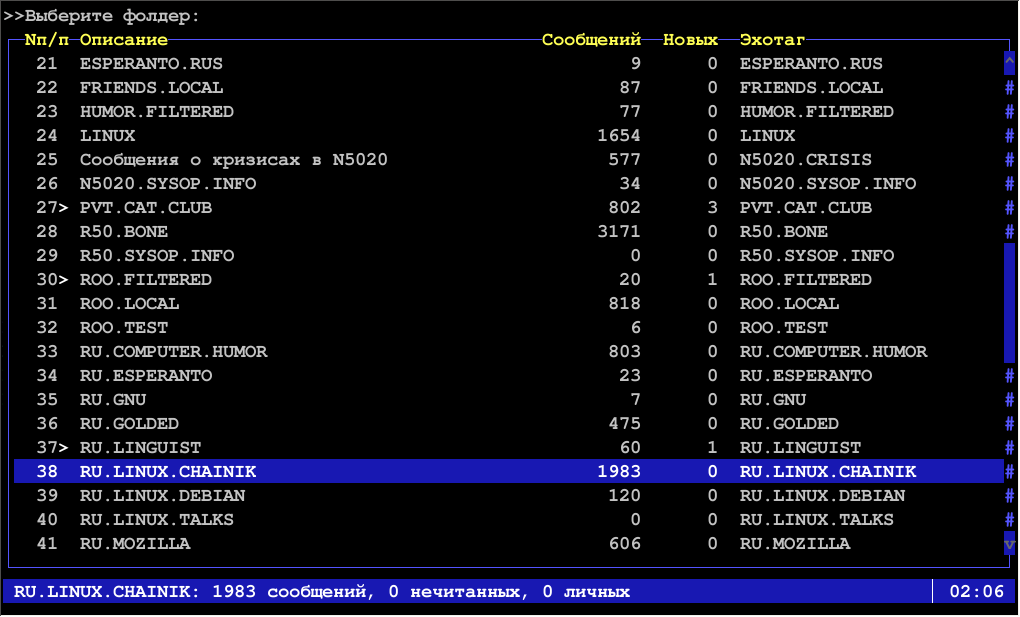
Русский Фидонет

- 19 сентября 1990 года — «Релком» и «Демос» от имени SUUG при помощи финского студента Петри Ойала регистрируют домен верхнего уровня .su[115] (SU, англ. Soviet Union — Советский Союз). Это было необходимо для унификации почтовых адресов «Релкома» с остальным Интернетом — до этого около месяца работало временное техническое решение, когда советские адреса конвертировались в финские. С появлением домена и созданием SUUG советские абоненты «Релкома» стали полноправными участниками тогдашнего Интернета. Тем временем к «Релкому» присоединяются всё новые пользователи из разных городов СССР, в том числе на коммерческой основе («доступ перестает быть привилегией исключительно сотрудников номерных ящиков и кафедр с пропускной системой»[116]). Наиболее популярным сервисом являются дискуссионные почтовые группы Usenet (Всемирная паутина ещё не создана, но советское телевидение ещё с середины 1980-х гг. в служебных целях использовало отдалённо её напоминающий телетекст).
- Октябрь 1990 года — в Новосибирске создаётся первый узел ФИДО в закреплённом за СССР регионе 50, создатели — Евгений Чуприянов и Владимир Лебедев[117]. В первые годы русскоязычный Фидонет был более населённым, чем русскоязычный Интернет. При этом частные подключения к зарубежному Фидонету случались и ранее, а внутригородская сеть FIDO/BBS в Томске действовала ещё с 1988 года, а в 1990 году начался переход городских модемных сетей на протоколы UUCP и telnet[25]. Отличительной особенностью Фидонета является отсутствие анонимности, в связи с чем, по оценке многих пользователей[118], для него стала характерна особенно дружелюбная атмосфера.
- В эти времена помимо использования BBS и FIDO частные обладатели ПК по всей стране активно обменивались данными на съёмных носителях (в том числе тем, что было скачано через FIDO и имело его следы) — модемы и сети для большинства частных пользователей оставались экзотикой. Эта киберкультура получила название «флоппинет». В первую очередь такой частный обмен касался компьютерных игр, особенно для таких платформ домашних компьютеров как ZX-Spectrum и Amiga — западные игры для этих платформ часто попадали в СССР через Польшу, в них были вписаны надписи на польском языке. В качестве носителей использовались магнитофонные компакт-кассеты, для более продвинутых моделей дискеты. Обменом ПО занимались и владельцы советских ПК типа ДВК и БК, болгарских «Правцев» и т. д., в Киеве участники такого обмена организовали сообщество «Софтпанорама», выпускавшее бюллетень и проводившее семинары. Существовало понятие «дискмаг» (англ. disk magazine, «дискетный журнал») — регулярные самодельные цифровые издания с информацией и ПО для «оффлайнового» распространения на носителях; причём классическое понятие «дискмаг» относится не к архиву или директории с файлами, а к исполняемой программе для той или иной платформы. Дискмаги для ZX-Spectrum появляются уже в конце 1980-х, в России с 1992 (многие из них сегодня можно посмотреть на сайте ZXpress.ru). С 1990 года начал выпускаться русскоязычный журнал «ZX-Ревю», имевший как электронную, так и печатную форму.
- 1990—1991 годы — появление почти в каждом крупном городе СССР узлов сети Релком. Сеть предоставляет услуги электронной почты и доступа к телеконференциям USENET по протоколу UUCP. На отдельных участках сети Релком уже используется протокол TCP/IP. «Первый в России TCP/IP link» датируется февралём 1991 года — «по модему между Москвой и Барнаулом на скорости аж 9600 бод»[119].
- Январь 1991 года — первые «советские» USENET-конференции talk.politics.soviet и soc.culture.soviet. Модератором российских телеконференций иерархии relcom.* стал Евгений Пескин.

### Роль Интернета в распаде СССР

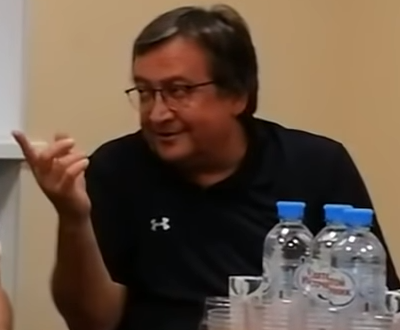
Дмитрий Бурков на фестивале Chaos Constructions'2018

Весной 1991 года объём прохождения внутренней информации в «Релкоме» стал превалировать над количеством информации, приходящей извне. Таким образом, ценность содержимого «советского Интернета» для внутренних пользователей оказалась выше международного. Как писал Валерий Бардин, «была вебдванольная эпоха: весь контент создавался пользователями, все было народным творчеством. Самые первые [советские] пользователи сети — научные сотрудники, которые в основном переписывались с кем-то за рубежом. Они создавали поток резюме для Запада, как у нас шутили. Очевидно, что сеть тогда была и технической структурой для утечки мозгов. А в самом начале 90-х, когда начался развал, обнаружилась её вторая важная функция. Коммерческие конференции вроде relсom.commerce сыграли достаточно большую роль в стабилизации цен. Имперская, союзного масштаба сеть была одним из немногих источников информации о том, где что сколько сто́ит». Это подтверждает Дмитрий Завалишин, который указывает, что Юзнет быстро стал использоваться для организации коммерческой деятельности и сыграл важную роль в формировании рынка новой России. Большую роль в этом процессе сыграл программист, экономист и общественник Анатолий Левенчук — как пишет «пионер Рунета Ростова-на-Дону» Андрей Акопянц (организатор ростовского узла «Релкома», в августе 1992 оформившегося в оператора «Интерсвязь»), Левенчук с 1990 года «проводит мичуринскую гибридизацию сети любителей UNIX'а с биржевым движением, обеспечив подключение РТСБ и ряда региональных бирж. В результате по сети пошла коммерческая информация (Relcom.commerce), которая очень интересовала брокеров первого поколения». Левенчук находит для «Релкома» коммерческого инвестора — компанию «Ринако» во главе с Константином Боровым.
В 1990 году, ещё в СССР, «Релком» на «официальной» основе подключается к EUnet, то есть к мировым сетям (ранее такое подключение имел только «Совам Телепорт», именно оттуда 26 декабря 1989 года послал первое реальное советское сообщение в группу Юзнета comp.dcom.telecom сотрудник SFMT Андрей Колесников). Активное участие в присоединении к зарубежным объединениям EUnet, CIX и RIPE NCC принимает Дмитрий Бурков, ставший руководителем международного направления «Релкома». В интервью 2007 года он подчёркивает: «Не надо забывать, что все это к тому же шло на фоне очень благоприятных международных процессов. Если бы Европа не пошла в девяносто третьем году на либерализацию связи и на приватизацию, мир был бы другим, и российский Интернет в первую очередь. Просто потому, что до девяносто третьего года связь была государственной монополией … Ведь почему мы работали, как EurOpen и EUnet, сеть некоммерческой общественной организации, просто потому, что иное в области связи было в ту пору законодательно запрещено. Частное предпринимательство в сфере связи попросту не могло иметь места. И тот же SUUG мы ведь организовали, и стали членами EurOpen, не потому, что была какая-то особая нужда в такой оргструктуре, а в первую очередь, чтобы не подставлять сотрудничавших с нами европейцев».
О возможном участии во всех этих процессах советских спецслужб Давидов и соавторы пишут так: то зарубежное ПО, «что поступало по спецканалам, автоматически получало гриф и навсегда терялось в сейфах Первых отделов». Организовать массированный выход советских абонентов в Usenet «„КПСС — не мог“, „армии не до этого“». После появления этих абонентов «в США начался шум „ЦРУ сообщает — КГБ проник в Интернет“ — наивные американцы — КГБ тогда этого делать не умел». «Справедливости ради надо сказать, что КГБ, как это помягче выразить, был в курсе и часто недоумевал» … «Более того, в начале 1991 года к Алексею Солдатову, который занимался сетью в Курчатовском Институте, пришли крайне встревоженные представители КГБ с вопросом: „Вы что решили сделать из Курчатовского Института центр международной связи?“ Солдатов предложил отключиться хоть сейчас. Удивленный отсутствием сопротивления представитель КГБ поинтересовался: „И что же будет потом?“ Солдатов ответил: „От связи отключат Белый дом и Президиум Академии наук СССР“. А уже до этого разговора Евгений Велихов подключил к сети Релком президиум АН СССР и аппарат правительства, в частности, Руслана Хасбулатова, ставшего в 1991 году Председателем Верховного Совета РСФСР. Было решено не отключать Белый дом, а узаконить сеть в Курчатовском Институте и писать инструкции». В августе 1991 года в сети «Релком» насчитывалось около 3 тысяч клиентов (UUCP-хостов) по всему СССР «от Бреста до Находки».
19 августа 1991 года во время августовского путча сотрудники сети «Релком» обеспечивают доступ (off-line, модемная связь) к сети из «Белого дома». Через сеть «Релком» в условиях блокады СМИ было распространено обращение Бориса Ельцина и репортажи о ситуации в Москве. «Местные власти по стране с задержкой всего на час получали сводки у провайдеров, в результате чего быстро поняли, что, помимо движений техники, у ГКЧП ничего за душой и нет». В частности, несколько узлов UUCP и узлов др. протоколов Томска принимали оперативную информацию из столицы и немедленно (в том числе по местной телекомпании ТВ-2) распространяли по городу — с согласия руководителя области О. Э. Кушелевского. В Свердловске ровно в день путча заработал провайдер МП «ЛИК» (малое предприятие «Лебедев и компания»), подключённый к «Релкому», который сразу включился в процесс оповещения местного населения о событиях в Москве.
Бардин: «Западный канал не работал. Оказалось, что зарубежные пользователи положили его, начав писать письма в поддержку „борцов за демократию“. Канал был очень слабенький. Тогда мы и придумали знаменитый режим номер один. Это означало, что все поставщики информации в Москве — люди, провайдеры, информагентства ТАСС, РИА „Новости“ и так далее — смотрят, что там за окном, и централизованно сливают нам новости в единую ленту почтовой рассылки. А людей за рубежом мы попросили замолчать, потому что главные события были у нас. Из той ленты все и узнавали, что происходит на самом деле» … «Самое важное, мне кажется, нам удалось успокоить людей, предотвратить истерику, что наступают кровавые времена». В книге А. Солдатова и И. Бороган «Битва за Рунет» (2017) приводятся такие данные: «Стало понятно, что танки и солдаты были выведены на улицы лишь двух городов, Москвы и Ленинграда, и что путчисты не добьются своего» … «Утром 20 августа CNN выпустил в эфир репортаж, шокировавший команду „Релкома“. Корреспондент рассказал, как, несмотря на цензуру, из советской столицы утекает информация, и показал монитор с адресом релкомовской новостной группы в Usenet. Сюжет быстро сняли. Бардин и Солдатов были уверены, что кто-то в США сумел объяснить CNN, что он ставит под угрозу безопасность источника информации» … «Всё кончилось 21 августа. За три дня путча „Релком“ передал 46 000 новостных сообщений из Москвы в другие города Союза и по всему миру».

### Летопись Рунета (выборочно)

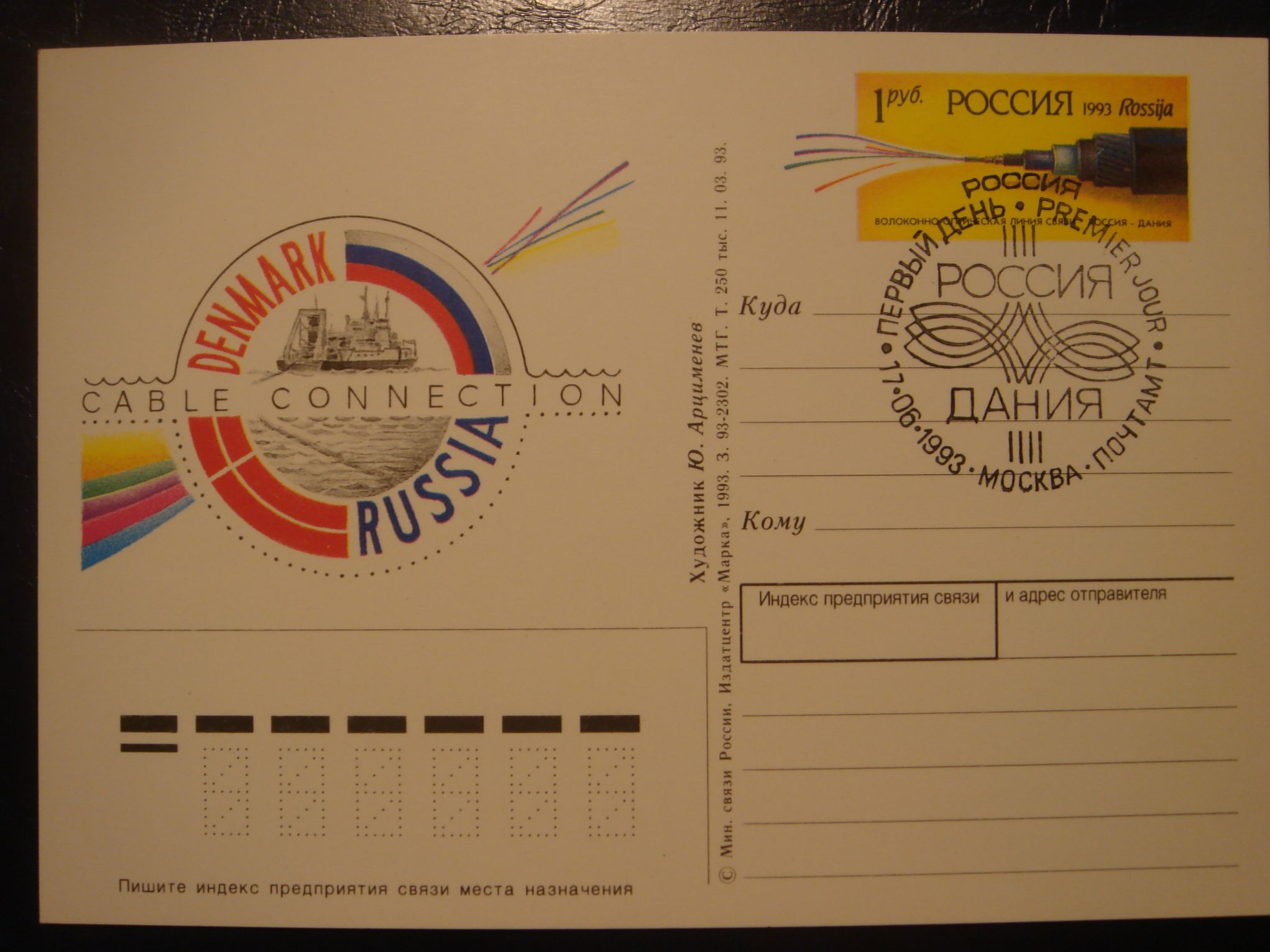
Почтовый конверт, марка и почтовый штемпель 1993 года, посвящённые прокладке оптической линии «Дания—Россия»

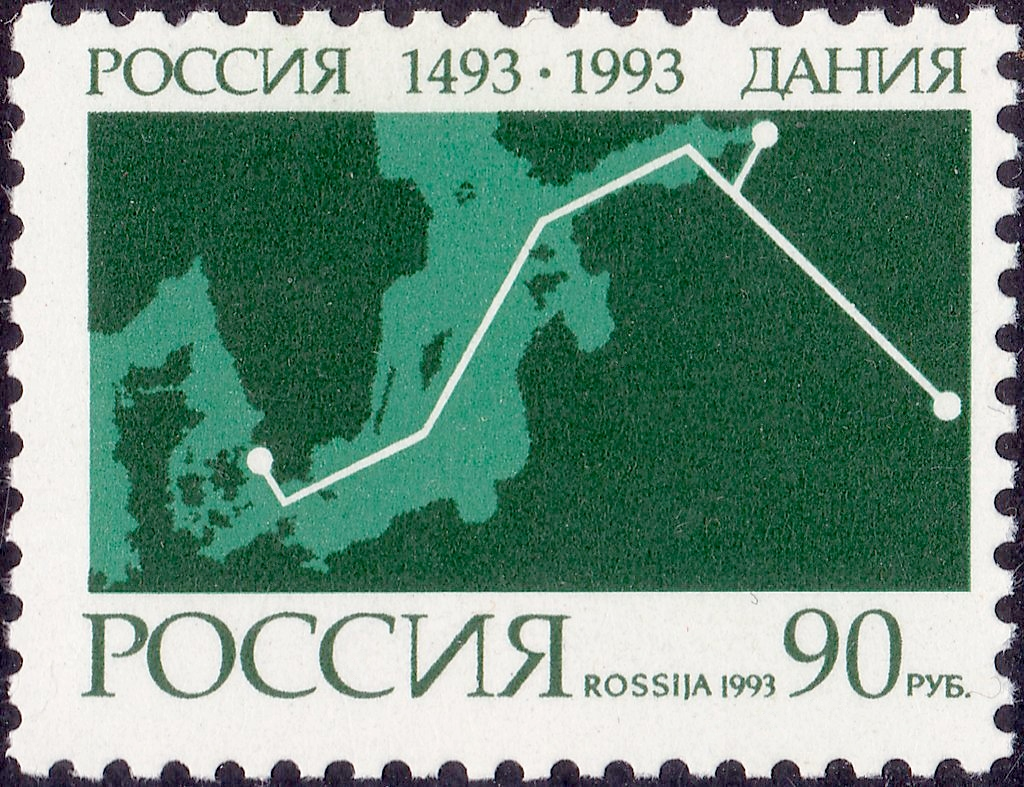
Почтовая марка со схемой цифровой линии «Дания—Россия»: Москва, Петербург и Копенгаген соединены через Кингисепп

#### РФ в 1990-е годы
- 1991—1993 годы — зарождается российский рынок интернет-провайдеров[125]. Началом процесса можно считать раскол в «Релкоме» (см. далее), а также выход на этот рынок фирмы «Совам Телепорт» в качестве коммерческого провайдера (клиенты — российские научные учреждения и представительства западных компаний)[85][116]. Концом 1991 года датируется инициатива Argonaut.su — это была попытка создать при поддержке государства всероссийскую почтовую сеть на базе спутниковых каналов. Для этого была принята «Государственная программа коммерческих телекоммуникаций», которую оплатило правительство Силаева. По словам инженера НИЦЭВТ/ИАП АН И. В. Семенюка, «идея принадлежала нескольким полковникам из Плесецка»[126]. Были созданы узлы в Москве, Воронеже, Петербурге и Туле, но к 1993 году в компании также произошёл раскол (породивший несколько отдельных региональных сетей).
- В эти же годы в регионах России фрагменты Рунета и региональные ISP-компании создавали: Лебедев Анатолий (Свердловск, «УралРелком»[124]), Бармин Владимир (Ульяновск, «СимТел»), Вахонин Сергей (Екатеринбург, «КОРУС»), Вовк Сергей (Димитровград, «Системотехника»), Ермолаев Александр (Ижевск, «Марк-ИТТ»), Лещенко Александр (Тольятти, «АвтоВАЗ»), Лисовский Анатолий (Набережные Челны, «КамАЗ»), Акопянц Андрей (Ростов-на-Дону, «Интерсвязь»[121]). Вся эта деятельность сталкивалась с проблемами совместимости разного ПО для разных ОС при установлении связи и передаче электронной почты — «пользователи последней мили» тяготели к MS-DOS, в то время как узловые почтовые серверы могли работать только на UNIX. Для решения этих проблем разработчик ДЕМОСа Андрей Чернов написал программу серверного доступа для клиентов с MS-DOS «UUPC/@» и на базе кодировки КОИ-8 по ГОСТ 19768—74, являвшейся стандартом кодирования русской кириллицы в большинстве советских ОС (в том числе и в ДЕМОСе), создал совместимую с зарубежными UNIX кодировку KOI8-R, которую зарегистрировал в Инженерном совете Интернета в качестве стандарта RFC 1489 в июле 1993 года[127]. Здание РосНИИРОС на территории КИАЭ

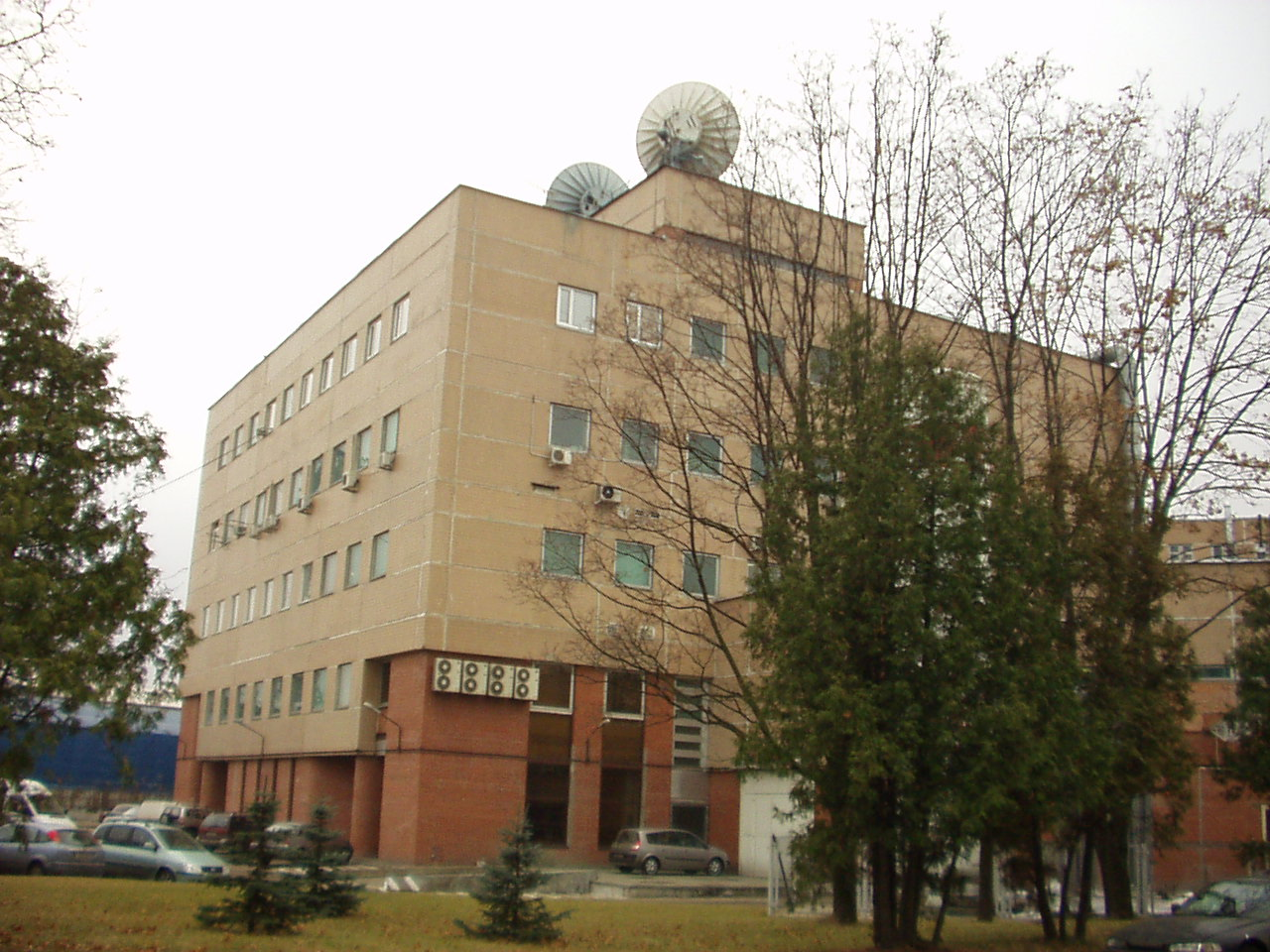
Здание РосНИИРОС на территории КИАЭ

- Первыми участниками телеком-рынка РФ тех лет называются компании Demos Plus, Techno, GlasNet, SovAm Teleport, EUnet/Relcom, X-Atom, FREEnet, RADIO-MSU. Вышеупомянутый раскол в «Релкоме» был вызван разницей в подходах к управлению коммерческой фирмой у «инженеров» и у «управленцев». Участники событий указывают, что «где-то ближе к концу [1991] года ловкие люди из Ринако и РТСБ (Боровой, Хакамада) попытались объединить Демос/* с РЕЛКОМом в свой карман», но попытка «кончается полным разводом, хотя программисты и успели посидеть одной компанией на Цветном бульваре»[116]. В это время начинается массовое использование протокола TCP/IP, прокладываются первые внутрироссийские выделенные линии для Интернета, такие как «чистая медь от Демоса до КИАЭ», но «тяжёлая вражда» и «споры собственников и начальников приводят к тому, что первый отечественный промышленный TCP/IP линк опускается». Из структуры бывшего Министерства авиационной промышленности СССР выделился интернет-провайдер Techno, который на рубеже 1991—1992 гг. «перешёл с UUCP на SLIP»[128] и «ставил целью проектирование и установку узлов Интернет под ключ для заказчиков», то есть отличался очень передовым подходом. Независимо друг от друга организуются выделенные каналы на Запад, сначала телефонные. Сначала «Демос» усилиями А. Солдатова начал использовать для связи «Релкома» с Финляндией прямой ведомственный телефон директора КИАЭ Евгения Велихова. В начале 1993 г. «КИАЭ обзаводится первым внешним IP-линком на SLIP'е по цепочке Москва — Таллин — Хельсинки», а «Совам Телепорт на спутниковых каналах TRT[c] построил прямой IP over X.25 канал в Штаты через Калифорнию». Этот процесс набирает обороты, летом 1993 года у КИАЭ появляется «первый наземный цифровой оптоволоконный [канал] альтернативой Ростелекому — СП Ленэнерго и финской IVO International», который «Ленэнерго протянуло по громоотводным тросам … на Хельсинки». В августе 1993 г. «Демос» «строит и запускает свой собственный 64 КБитный IP-линк в мир (AlterNet)» по первому в России спутниковому интернет-каналу. В 1993 же году из Москвы и Петербурга через Кингисепп по дну Балтики была проложена первая в России подводная оптико-волоконная линия цифровой связи «Дания—Россия № 1» с пропускной способностью 560 Мбит/с. Это был первый собственный проект нового национального оператора связи «Ростелеком», который был создан в конце 1992 года на базе советских телефонных сетей. Кабель в Данию начал «участие России в создании глобального кольца цифровой связи». Это кольцо замкнулось через два года, когда «Ростелеком» запустил «транссибирскую цифровую радиорелейную линию связи „Москва—Хабаровск“»[129]. Статус магистрального интернет-провайдера «Ростелеком» получил в 2006 году (см. РТКомм.РУ).
- 1992 год — «Совам Телепорт» на базе своей внутренней сети Sovamnet начинает массовое подключение российских банков к системе SWIFT. Советский Внешэкономбанк был подключён к ней ещё в 1989 году, к 1992 году подключились ещё три банка, затем процесс был поставлен на поток. Также «Совам» «обеспечивает связь между Государственным таможенным комитетом России и уполномоченными банками по контролю за экспортом»[130].
- 1992 год — первый советский модератор (Usenet-конференций иерархии relcom.*) Евгений Пескин создаёт первую русскоязычную интернет-библиотеку Eugene’s Electronic Library (EEL) — изначально как FTP-сервер, затем сайт «Публичная электронная библиотека». Туда помещаются тексты книг, востребованных у тогдашних пользователей ПК, в том числе русской классики. Так зарождается литература в Рунете, «началась работа по обустройству Русского интернета как архива»[30]. Библиотека до сих пор доступна по адресу public-library.ru.
- 1992 же годом датируется появление FTP-сервера «Киархив» (kiarchive.ru) — файлового архива на базе КИАЭ, призванного увеличить «контентную ценность» тогдашнего «Рунета» и популярного все последующие 1990-е годы.
- 1992 — выходит первый русский «дискмаг» для ZX Spectrum (KiiA Info согласно ZXPress.ru[131])
- Апрель 1993 года — вышла первая книга об Интернете на русском языке: Ю. М. Горностаев, «Международная компьютерная сеть Интернет» (энциклопедия «Технологии электронных коммуникаций». Т. 43. Издательство «Эко-Трендз»).
- 7 августа 1993 года в Томске запущен в работу на выделенном канале связи до Москвы (Demos) коммерческий узел «МПЭКС-Крук» городской компьютерной связи на ОС UNIX, который давал предприятиям, учреждениям и организациям возможность выйти в мировой Internet на протоколах telnet и TCP/IP, а также на сервисы электронной почты relcom и телеконференции России. Это был первый за Уралом полноценный интернет-узел, который сразу же, в первые же дни, получил десятки клиентов. Эти технологии, в частности, в Новосибирске появятся лишь в 1995 году при запуске новой городской телефонной станции немецкого (Siemens) производства. С этого момента в Томске 4 вуза, несколько НИИ и ряд частных компьютерных центров начнут самостоятельные (без участия тогда Ростелекома) проекты массовизации Интернета в городе[25][132].
- Декабрь 1993 года - запуск международной научной компьютерной сети Радио-МГУ, обеспечившей IP-доступ научным и образовательным учреждениям .
- февраль 1994 года — запущен один из первых веб-сайтов в доменной зоне .su — ipsun.ac.msk.su[133].
- 28 февраля 1994 года «Совам Телепорт» первым в России официально объявил об открытии веб-сайта по адресу www.sovam.com[134], а в июне «Совам» подключает своего первого коммерческого клиента по выделенной IP-линии — софтверную компанию «Параграф». Хронологию развития Рунета в 1989—1994 гг. строители «Релкома» описали в сборнике мемуаров 2005 года «Опыт хронологии российского интернета»[116].
- 7 апреля 1994 года — в этот день международный сетевой центр InterNIC официально зарегистрировал национальный домен верхнего уровня .ru для Российской Федерации[135]. Администратором домена стало созданное при КИАЭ учреждение РосНИИРОС. До этого домены в 1992 году получили Литва, Эстония, Грузия и Украина, в 1993 году — Латвия и Азербайджан. В России, до 1994 года, широко использовался .su. В настоящее время 7 апреля отмечается день Рунета. Авторы мемуаров «Демоса» сообщают, что регистрация домена сопровождалась «ирреальным скандалом», вызванным конкуренцией — разные провайдеры пытались одновременно взять инициативу в свои руки ещё в 1993 году, из-за чего организация IANA заблокировала процесс, а РосНИИРОС стал компромиссным вариантом[116][126]. Журнал «Секрет фирмы» в 2019 году уточнил, что человеком, принимавшим решение по домену .ru, был Джон Постел[80].

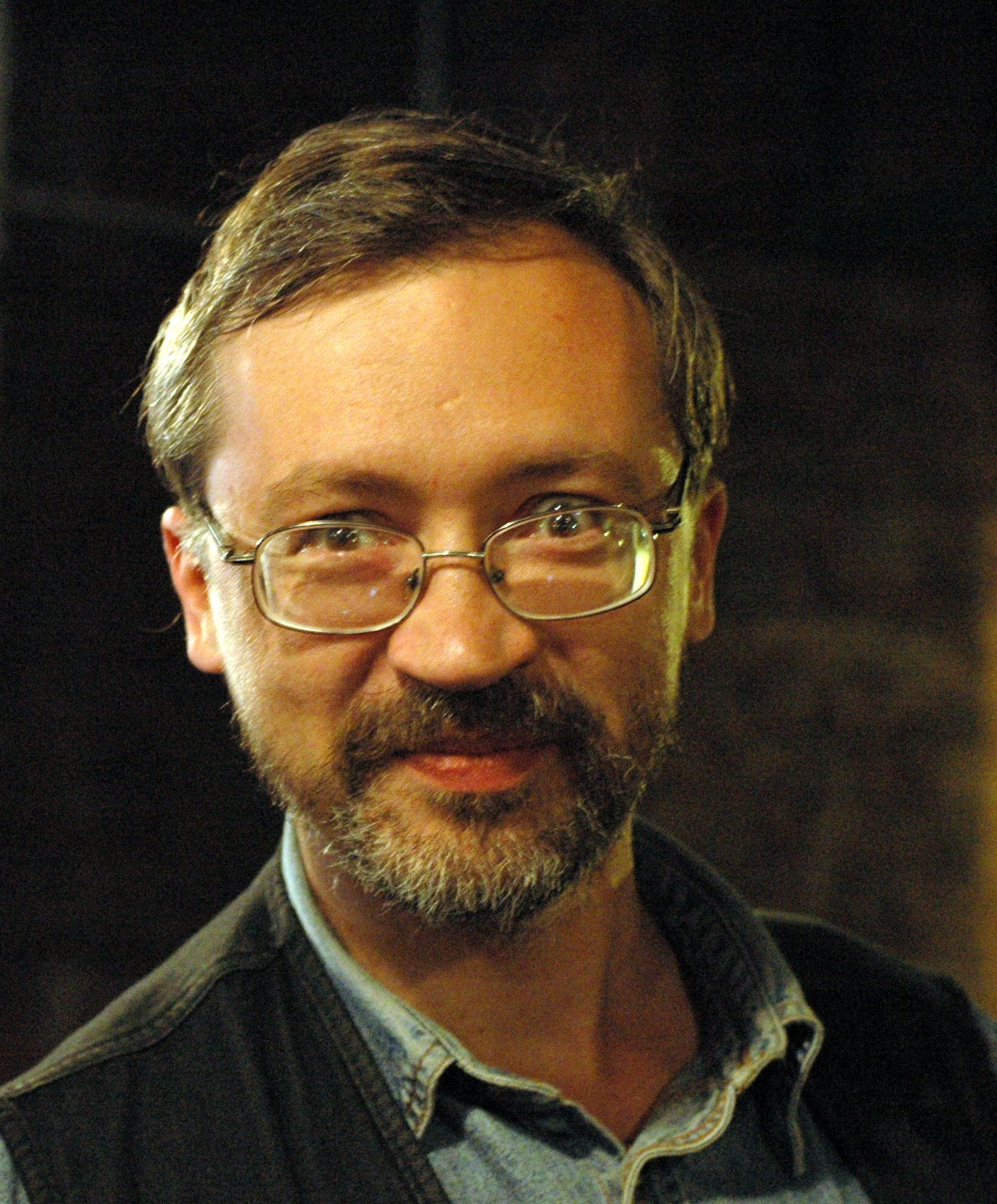
Максим Мошков

- Создан первый сайт в зоне RU — www.ru (архивная версия по адресу www.1-9-9-4.ru[136][137]). В целом о русских сайтах того времени авторы учебника 2018 г. «Информатика для гуманитариев. Учебник и практикум для СПО» пишут так: «чаще всего на них размещалась актуальная страноведческая информация, подборки литературных произведений … новости о России и из России» и русское ПО. «Такие веб-сайты создавались чаще всего молодыми „технарями“ — аспирантами, студентами, которые размещали на них то, что интересовало их самих, или то, что они захотели сделать доступным для всего мирового сообщества. Первыми российскими (то есть посвященными России и созданными россиянами) веб-сайтами такого рода были веб-сайт астрофизика Сергея Наумова о русском язычестве, который назывался „Внуки Даждьбога“ (ibiblio.org/sergei/Grandsons.html), и веб-сайт Вадима Маслова „СовИнформБюро“ (kovrik.com/sib/), который содержал информацию о российских и американских визах, инструкции и программы для русификации текстов, а также дайджест российской прессы»[138].
- 30 июня 1994 года россиянин Владимир Левин через Интернет совершил кражу безналичных денег на сумму более 10 миллионов долларов из американского Ситибанка.
- 27 июля 1994 года — Министерство науки РФ совместно с Фондом Сороса[139] профинансировали прокладку интернет-магистрали ЮМОС («Южная московская опорная сеть») между научными организациями. Изначально планировалось внутримосковское оптоволоконное кольцо, но из-за конкуренции и нехватки денег получилось два полукольца, северное (через КИАЭ) и южное (через МГУ)[126].
- 3[140][141] или 4 августа 1994 года Анатолием Левенчуком запущен веб-сайт Московский Либертариум (проект Института коммерческой инженерии[142]) — первый непровайдерский веб-ресурс в Рунете[143], работающий и по сей день[144].
- Ноябрь 1994 года — основана Библиотека Максима Мошкова, на долгое время ставшая центральным литературным ресурсом Рунета — туда стекались книги, оцифрованные многочисленными добровольцами с бумажных изданий. Потребность населения в литературе была одним из ключевых факторов популяризации компьютерных сетей, в связи с чем «Библиотека Мошкова» обрела большу́ю популярность и культовый[145][146] статус. В 2020 году за эту деятельность Мошков получил медаль ордена «За заслуги перед Отечеством» II степени с формулировкой «за заслуги в становлении и развитии российского сегмента информационно-телекоммуникационной сети Интернет».
- В этом же месяце на сервере ижевского (Удмуртия) провайдера «Марк-ИТТ» появляется и «пилотный номер первого гипертекстового электронного журнала российского и-нета. „Тятя, тятя, наши сети…“» под редакцией Александра Ермолаева, описывающий работу в Сети и отвечающий на технические вопросы[116][147].
- 1994 год — организован первый литературный конкурс Best Russian On-Line Literature, впоследствии — «Тенёта»[148] (в 1998 году в его работе участвовал Сергей Кириенко).
- 1994 год — создано информационное агентство НСН, аффилированное с ИД «Коммерсантъ», у которого был сайт с новостями в интернете[77].
- В 1995 году бывший гуманитарный проект «Гласнет» становится ещё одним коммерческим провайдером в России[149]. Его развитием занимается бывший учёный-физик Андрей Себрант.
- 1995 год — на базе международной телефонной станции ММТС-9 на улице Бутлерова в Москве начинается создание главной российской точки обмена трафиком MSK-IX, она же М9. Место было выбрано из-за того, что станция обладала современным телефонным оборудованием и на ней сходились сети ЮМОС и «Релком». «Релком» в этом месте в 1992 году заложил «основу для корневого узла доступа IP’шных клиентов»[116] на базе сервера Sun SPARCstation 20, подаренного компанией Sun — компания попросила назвать его KremlSun в пику конкуренту VAX, обыгрывая популярное в IT-среде название Kremvax. «Релком», в свою очередь, выбрал это место из-за того, что на этой станции стояло американское оборудование стандарта T1, обслуживавшее космическую отрасль — цифровая линия связи для космических нужд существовала в Москве «со времён Союз-Аполло»[62][73][74].
- Апрель 1995 года — создаётся сайт «Учительской газеты» — первый в Рунете сайт печатного СМИ[150] (в 2023 году газета была закрыта, а сайт продолжил работу).
- Май 1995 года — открыт новостной сайт информационного агентства «РосБизнесКонсалтинг».
- 19 и 20 августа 1995 года в Санкт-Петербурге было проведено первое на территории России демопати под названием ENLiGHT (ныне Chaos Constructions), на которое приехало поучаствовать около 150 человек[151]. Наличие такого мероприятия символизировало расцвет в эти годы русскоязычной демосцены — массового явления, связанного с обменом через IP-сети, ФИДО и съёмные носители самодельной творческой продукцией — сейчас для неё принят термин «инди». Как упоминалось выше, частный обмен всевозможной цифровой продукцией, восходящий к формированию UNIX-среды с присущей ей ручной передачей лент, формировал в обществе массовую цифровую культуру, позже названную интернет-культурой. На первых порах она также формировалась вне Интернета среди владельцев ZX-Spectrum, Amiga и пользователей BBS/ФИДО. Частных пользователей интересовали прежде всего компьютерные игры — именно через игры многие пользователи того времени знакомились с компьютерами как таковыми, изучая затем и другие возможности ПК и способствуя последующему распространению компьютерных сетей. В середине 1990-х годов платформа PC уже была относительно доступна «домашним» пользователям, поэтому кроме игр также появился массовый спрос на другое ПО, прежде всего операционные системы (в 1995 году вышла Windows 95). Вместе с массовым спросом развилась культура компьютерного пиратства, позволявшая многим пользователям не платить за дорогостоящие западные программные продукты, что стало одним из двигателей цифровой революции. Основную массу компьютерных игр производили западные коммерческие студии (западная игровая индустрия стремительно развивалась), но были и инди-игры, обращавшиеся на вышеупомянутой демосцене вместе с демками, трекерной музыкой, работами в жанре ASCII-графика, ANSI-графика и пр. В частности, в России широкую известность получила инди-игра «Поле чудес», сделанная в 1993 году в ядерном институте РФЯЦ-ВНИИЭФ его сотрудником Вадимом Башуровым с использованием графических фрагментов западных игр. Это была игра для ПК, а для Spectrum в этом же году в России похожим способом была выпущена популярная игра «Приключения Буратино».
- Сентябрь 1995 года — программист Андрей Александрович Герасимов на базе провайдера «Нетклаб» впервые в России создал механизм для торговли компакт-дисками через Интернет: магазин начал работу, но почти сразу закрылся из-за нерентабельности[152].
- Сентябрь 1995 года — на базе «Совам Телепорта» появляется массовый провайдер «Россия-он-лайн» (РОЛ), предоставляющий услугу домашних dialup-подключений. Название калькировано с популярного американского массового провайдера того времени America OnLine (AOL). РОЛ принимает меры по наполнению Рунета интересным для массовых пользователей контентом, становится официальным поставщиком первой версии нового на тот момент американского веб-браузера Netscape Navigator[126].
- 3 октября 1995 года сын Татьяны Толсто́й Артемий Лебедев основал первую в России студию веб-дизайна. Первоначально он работал дома один, затем создал офис в Москве в Газетном переулке в непосредственной близости от бывшего здания ВНИИПАСа (в этом месте также находятся Центральный телеграф и Министерство связи РФ, из-за чего там были доступны скоростные каналы). Со временем Лебедев стал знаковой фигурой Рунета, автором важных для Рунета веб-проектов и дизайна сайтов многих известных коммерческих фирм. Одной из его первых инициатив была «Книга рекордов Н. Ж. М. Д.»[153], где фиксировались русские сетевые достижения с 1991 по 1999 годы. Начав с веб-сайтов, далее Лебедев занялся также другими видами дизайна, а во II половине 2010-х гг. его логотип появился на каждой официальной схеме московского метро.
- Октябрь 1995 года — эстонский филолог Роман Лейбов публикует на сервере университета Тарту[154] первое русское произведение гипертекстовой литературы — РОМАН (произведение)[30].
- 8 ноября 1995 года — появился первый в Рунете развлекательный ресурс — Анекдот.ru, ставший также первым ежедневно обновляемым.
- 22 ноября 1995 года — появился сайт «Паровоз ИС».
- Декабрь 1995 года — впервые в сети публикуются промежуточные результаты выборов депутатов Государственной думы в рамках проекта, созданного Фондом эффективной политики и Центра исследований СМИ.
- 1996 год — начал работу архивный проект «Журнальный зал», в котором помещались цифровые тексты из многочисленных бумажных литературных журналов[30]. Сначала он находился на сайте фирмы «Агама», с 1998 по 2000 год поддерживался на сайте «Инфо-Арт», затем — на сайте «Россия-онлайн» (2000—2001), с 2001 года расположен на сайте «Русского журнала» (о нём см. далее). Обновление проекта прекратилось в сентябре 2018 года, но через год было возобновлено на новой площадке.
- 1996 же годом датируется проект Zhurnal.ru[119] — «вестник сетевой культуры», обновлявшийся до 1999 г. (издатель Дмитрий Ицкович). Проект имел сетевую и бумажную версии и стал локомотивом дальнейшего развития русскоязычной интернет-журналистики[155][156].
- Также в 1996 году врач-педиатр из Хабаровска Владимир Волошин создал первый в Рунете медицинский сайт «Все лечиться хочут!», расположенный в домене Doktor.ru[157]. Впоследствии из сайта был сделан масштабный проект, кроме этого пионер медицинского Рунета Волошин (1973—2024) создал популярные медицинские проекты для женщин «Мама.ру» и «Ева.ру»[158].
- 18 января 1996 года — в Санкт-Петербурге открыто первое интернет-кафе — «Тетрис»[159].
- Март 1996 года — партия «Яблоко» открыла свой сайт — первый сайт политической партии в Рунете.
- Апрель 1996 года — издан первый в стране печатный справочник интернет-ресурсов Ю. Е. Поляка (энциклопедия «Технологии электронных коммуникаций», т. 68, издательство «Эко-Трендз»).
- 10 июня 1996 года — появление русскоязычного веб-чата «Кроватка», впоследствии ставшего очень популярным в течение нескольких лет и называемого «легендарным».
- 30 августа 1996 года — новая попытка создания российского интернет-магазина, на этот раз успешная: открылся[160] интернет-магазин «Символ»[161] (www.symbol.ru), ныне называющийся Books.ru.
- 26 сентября 1996 года — создана первая российская поисковая система «Rambler». Разработчик системы — Дмитрий Крюков.
- 29 ноября 1996 года — на семинаре РОЦИТ представлена разработка А. Н. Дыбенко и Ю. Е. Поляка — каталог «Ау!» (позднее — «@Rus», «Апорт»).
- 24 декабря — заработало интернет-издание, посвящённое непосредственно сети и её пользователям — «Вечерний Интернет» израильского журналиста Антона Носика, также рассматривается некоторыми как первый популярный русскоязычный блог: «Я объяснял людям, залезшим в интернет, куда, собственно, они попали»[162]. Отдельную популярность приобрела гостевая книга проекта — ранний вид интернет-форума. По словам Носика, в 1996 году dialup-соединение от РОЛ стоило дорого — «семь долларов в час», и для создания конкуренции его друзья организовали массового провайдера «Ситилайн». «Ситилайн», как и РОЛ, стал работать над развитием контента, для чего создал подразделение «Нетскейт», в которое вошёл проект Носика и аналогичный ему «Паравозов-ньюс» Александра Гагина, упомянутый «Анекдот.ру» и другие сайты, и на некоторое время Студия Артемия Лебедева. По оценкам «Нетскейта», в год начала работы «Ситилайна» общая численность пользователей Интернета в России составляла всего 60 тыс. человек, и бизнесмены вложились в контент-проекты для увеличения этого показателя. В результате этих процессов проект «Анекдот.ру» был утрачен менеджерами РБК, и его создателю Дмитрию Вернеру пришлось влезать в долги чтобы его выкупить. Проект «Форум.мск» в результате этих же процессов сменил политическую ориентацию на полностью противоположную.
- 19 декабря 1996 года — открытие первого российского музыкального портала Music.ru, впоследствии Звуки.ру.
- 1997 — создаётся интернет-клуб «Скрин», который на оборудовании провайдера «ПТТ-Телепорт» организует интернет-видеотрансляции различных мероприятий, в первую очередь московских музыкальных концертов. Клуб также проводит первое в истории Рунета онлайн-видеоинтервью — с Борисом Гребенщиковым, который по видеосвязи из Петербурга отвечает на текстовые вопросы корреспондентов из Москвы.
- 27 февраля 1997 года — МПС России на базе железнодорожной инфраструктуры РЖД начинает строить всероссийскую магистральную цифровую сеть, получившую название «Транстелеком».
- 19 марта 1997 года — основан союз ЕЖЕ, ныне считающийся гильдией «деятелей Рунета» и известный также «цеховым» конкурсом РОТОР.
- Март 1997 года — прошёл первый РИФ — Российский интернет-форум.

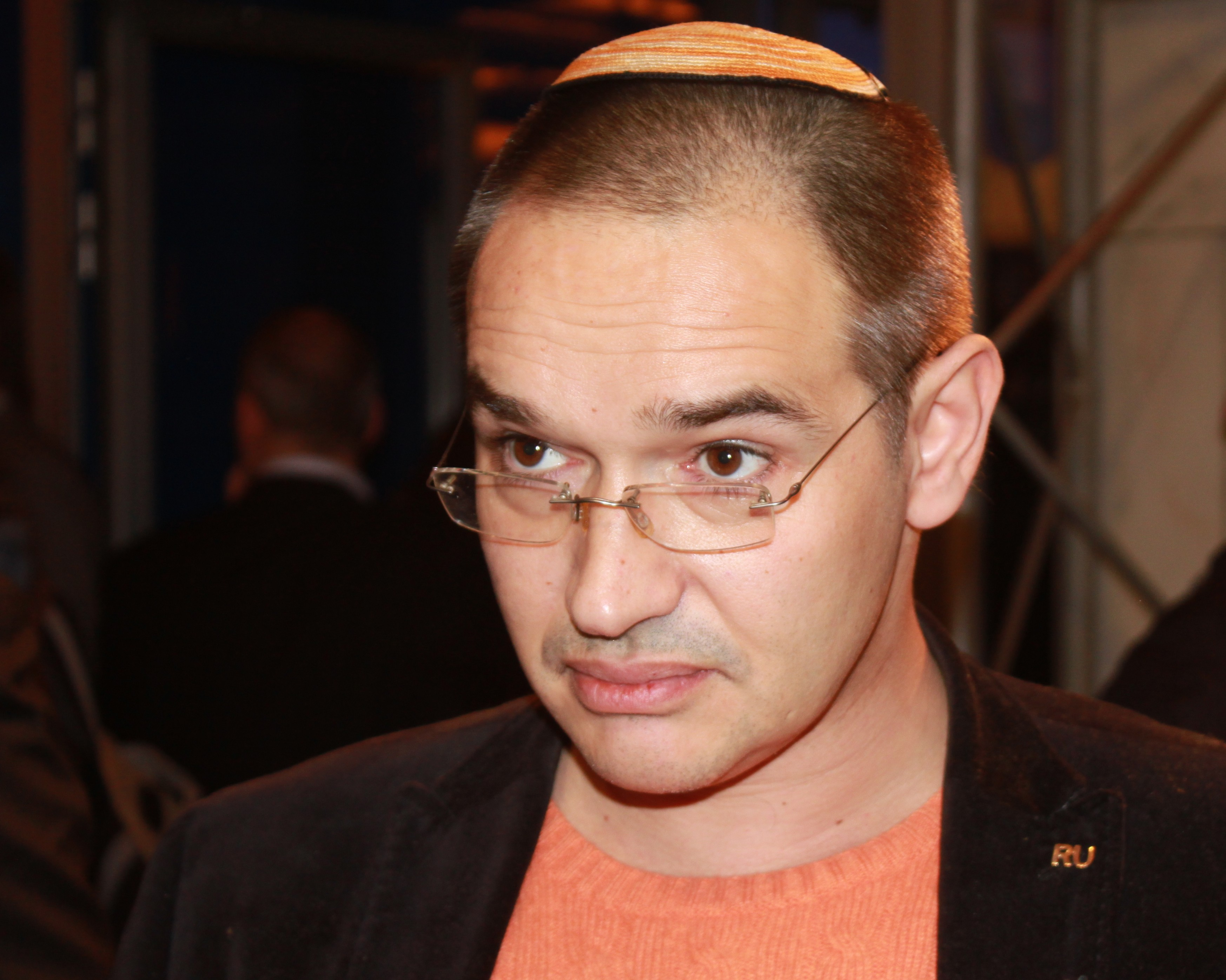
Антон Носик

- 14 июля 1997 года — начинает работу публицистическое интернет-издание «Русский журнал» как сетевая версия литературного журнала «Пушкин» — на базе Фонда эффективной политики. Проект заморожен в апреле 2015 года.
- 23 сентября 1997 года — появилась поисковая система Яндекс, производящая поиск на основе морфологического анализа. Проект формировался с начала 1990-х годов учёными из московских НИИ, которые занимались машинным анализом текстов (в частности, по наработкам академика Юрия Апресяна). Одним из их первых больших проектов был машинный поиск по Библии, так как она не защищена авторским правом[163].
- 4 января 1998 года — открылся  игровой PBEM-сервер «Мафия».
- 16 марта 1998 года открылся сайт Бориса Немцова, первый персональный сайт российского политика[164].
- 12 апреля 1998 года американская медиа-корпорация MSNBC организовала первую интернет-конференцию президента Ельцина, который обратился к аудитории с приветствием «Добрый день, граждане интернетовцы!»[165].
- 24 июня 1998 года — Федеральная служба безопасности начала внедрение системы СОРМ («Система оперативно-розыскных мероприятий»), предписывающей каждому интернет-провайдеру провести специальный канал данных в ФСБ и обеспечить прочтение электронной почты и отслеживания доступа к ресурсам сети абонентов оператора. Сетевая общественность предприняла попытки противодействия, проводились виртуальные митинги, демонстрации и забастовки, однако это не помешало ФСБ внедрить систему.
- 1 октября 1998 года — открылась бесплатная почтовая служба Mail.ru, ставшая затем крупным интернет-холдингом национального масштаба.
- 20 ноября 1998 года — совершён первый перевод средств в Webmoney, первой в Рунете общедоступной системе электронных платежей.
- 1 декабря 1998 года — Sports.ru — первый профессиональный спортивный интернет-проект в России.
- В 1998 году открылся сайт «Форум.мск.ру», ставший популярной общественно-политической площадкой раннего Рунета: по словам Демьяна Кудрявцева, курировавшего проект в агентстве «Нетскейт», «он предвосхищал ЖЖ, до создания которого было ещё 4 года, с точностью до цвета навигации».
- В 1999 году компания «ТОР Инфо» (позднее известная как «НетБайНет») первой в России соединяет оптоволоконным кабелем жилые дома.
- 1 марта 1999 года — Антон Носик и Артемий Лебедев на базе всё того же Фонда эффективной политики (возглавляемого Глебом Павло́вским) создали ежедневную интернет-газету «Газета.ру», выходящую только в Интернете и имеющую официальный штат. Через полгода её преобразовали в тандем «Лента.ру»[166]/«Вести.ру»[167], продав исходный бренд фирме «Юкос»[168].
- 1 октября 1999 года — оператор «ГласНет» поглощён компанией «ТелеРосс», владельцем сети «Россия-онлайн» (ныне в составе «Вымпелкома»).
- 30 ноября 1999 года — программист Алексей Толкачёв (волонтёр Anekdot.ru[155]) сделал первую запись[169] на американском блогохостинге LiveJournal на русском языке, что можно назвать отправной точкой развития крупнейшего в 2000-х[170] русскоязычного интернет-сообщества — «ЖЖ». Толкачёв, тем не менее, вначале не занимался там регулярной публицистикой: эта традиция началась с приходом в LiveJournal на рубеже 2000—2001 годов Михаила Вербицкого и Романа Лейбова[171], а затем Антона Носика. Существенную часть авторов раннего ЖЖ составили читатели «Вечернего Интернета», которых Носик привёл за собой.
- 28 декабря 1999 года премьер-министр РФ Владимир Путин по инициативе Глеба Павло́вского провёл встречу с деятелями Рунета, среди которых были Носик, Лебедев, Солдатов и другие аналогичные. Министр связи Леонид Рейман представил Путину законопроект о государственном управлении доменными именами, но Путин не стал его подписывать[172]. Один из участников встречи Георгий Шуппе в 2019 году в сериале «Холивар. История Рунета» (о нём см. ниже) завил, что фактически на этой встрече Путин дал им слово «10-15 лет не трогать Рунет» и впоследствии сдержал это слово[173]. В 2012 году об этом говорил и Аркадий Волож: «Было сказано, что все законы про интернет будут согласовываться с отраслью. И так и было — любые инициативы всегда проходили экспертную оценку»[174].

#### РФ в 2000-е годы
- 4 апреля 2001 года — открылся справочно-энциклопедический сайт «Рубрикон».
- 11 мая 2001 года — стартовала Русская Википедия (отсчёт ведётся от дня создания первого доменного имени russian.wikipedia.com).
- 9 ноября 2001 года — в рамках IV Международной выставки «ПИР 2001» и II Чемпионата России по кулинарии и сервису прошло заседание круглого стола «Интернет-кулинария в России — бизнес или развлечение?».
- Январь 2002 года — начато выполнение федеральной целевой программы «Электронная Россия».
- 17 марта 2002 года — открылся развлекательный проект «Бойцовский клуб», объединивший в себе сотни тысяч пользователей и вышедший впоследствии на международную арену.
- 3 декабря 2002 года — ряд крупных провайдеров («МТУ-Интел», «Голден Телеком», «РТКомм» и другие) прекратили прямой обмен трафиком с остальными провайдерами. В результате трафик из этих сетей стал идти по зарубежным каналам, что привело к повышению издержек небольших провайдеров и лишило их возможности свободной конкуренции[175].
- 26 декабря 2002 года — принятие Госдумой поправок к «Закону об образовании», уравнивающих в правах очное и дистанционное образование. В сфере образования разрешено использовать дистанционные технологии[175].
- 2001 и 2002 год охарактеризовались тем, что российские провайдеры начали между собой пиринговые войны[176][177].
- 12 февраля 2003 года — вышло постановление № 98 правительства РФ «Об обеспечении доступа к информации о деятельности федеральных органов исполнительной власти»[178], обязавшее все федеральные органы власти создать свои интернет-сайты и регулярно размещать на них информацию о своей работе. В последующие годы большинство государственных ведомств создало свои сайты, однако некоторые сделали это только в свете судебной кампании, инициированной Институтом развития свободы информации (ИРСИ).
- 1 октября 2004 года — открылся первый в Рунете публичный бесплатный видеохостинг Rambler Vision[179].
- 26 ноября 2004 года — первая церемония «Премии Рунета» и празднование 10-летия домена .ru.
- В 2004 году вышла книга Сергея Кузнецова «Ощупывая слона. Заметки по истории русского Интернета»[180].
- 2005 год — в абсолютных цифрах ежедневная аудитория Яндекса (включая зарубежных пользователей) составила более 3 миллионов человек, ежемесячная — более 18 миллионов.
- 10 ноября 2005 года — в КИАЭ прошла юбилейная научно-практическая конференция «Интернет и наука: 15 лет пути»[181], приуроченная к 15-летней годовщине регистрации закреплённого за СССР доменного имени верхнего уровня .su. Цель конференции — «осмысление уроков истории развития Интернета в контексте науки и образования, анализ перспектив научно-образовательных сетей и их возможного вклада в развитие информационных технологий и высокотехнологичного производства в России». В числе организаторов, помимо РНЦ, — РосНИИРОС, ГНИИ ИТТ «Информика», «Фонд развития Интернет», РОЦИТ. Открыл конференцию глава РНЦ академик Евгений Велихов. Конференция «Интернет и наука: 15 лет пути» — часть серии мероприятий ежегодной Национальной премии за вклад в развитие российского сегмента сети Интернет «Премия Рунета».
- Декабрь 2005 года — в Русской Википедии — 50 тысяч статей.
- Январь 2006 года — открытие московского офиса Google.
- 21 февраля 2006 года — открытие первого массового русскоязычного имиджборда Два.ч.
- 22 марта 2006 года — Яндекс запустил сервис поиска по блогам[182].
- Апрель 2006 года — первая конференция «Интернет и бизнес» (КИБ, впоследствии объединялся с РИФом).
- Август 2006 года — в Русской Википедии — 100 тысяч статей (пресс-релиз).
- Ноябрь 2006 года — началось т. н. «Дело Поносова», привлекшее внимание мировой общественности к вопросам использования контрафактного ПО в России (в ходе которого, в частности, Михаил Горбачёв написал открытое письмо Биллу Гейтсу).
- 29 ноября — вручена премия Рунета за 2006 год. Русская Википедия получила награду в номинации «Наука и образование» (пресс-релиз). Годом позже ситуация повторилась (пресс-релиз).
- В 2006 году публицист Евгений Горный написал для британского колледжа Голдсмитс кандидатскую диссертацию на тему «Креативная история русского интернета» (A Creative History of the Russian Internet)[183].
- Апрель 2007 года — проект Golden WiFi холдинга Golden Telecom, предоставляющий населению услуги Wi-Fi-доступа в Москве, признан крупнейшей беспроводной сетью в мире[184]. В конце года, 20 декабря, на итоговой конференции РОЦИТа представитель компании заявил, что «в Москве доступ в Интернет уже продаётся по цене водки, а в регионах то же самое произойдёт через два года»[185].
- 23 мая 2007 года — судом города Новосибирска впервые введена цензура для пользователей новосибирской сети Academ.org («Первая Миля»). Суд запретил пускать пользователей на некоторые экстремистские ресурсы[186].
- 4 сентября 2007 года — в Русской Википедии — 200 тысяч статей (пресс-релиз).
- 17 сентября 2007 года — РосНИИРОС сообщил о регистрации миллионного домена в зоне .ru[187].
- Октябрь 2007 года — первый вице-премьер РФ Дмитрий Медведев объявил о завершении проекта по подключению к Интернету всех российских школ (59 тысяч)[188]. Обсуждаются планы по подключению российских больниц.
- 2 октября 2007 года — Юрий Синодов открыл отраслевое IT-издание Роем.ру, ставшее затем одним из лидеров этого сектора, популярным за счёт анонимных публикаций инсайдеров в компаниях Рунета.
- Декабрь 2007 года — Российская компания СУП (SUP Fabrik) полностью выкупила блог-платформу LiveJournal у американской SixApart (техническая площадка осталась в Калифорнии; годом ранее СУП лицензировал использование бренда LiveJournal в РФ и обслуживание пользователей, пишущих кириллицей).
- 21 декабря 2007 года был представлен и открыт «Школьный портал», который вызвал серьёзную критику в ряде русскоязычных блогов. Через 3 дня был закрыт для дальнейшей переработки «до второй декады января 2008 г.».
- 1 января 2008 года — вступила в силу четвёртая часть ГК РФ, регулирующая отношения в сфере интеллектуальной собственности, в том числе в сфере информационных технологий, и вводящая ряд норм относительно использования россиянами Интернета[189].
- 13 февраля 2008 года — Министерство информационных технологий и связи РФ анонсировало программу «Связь в каждый дом», «которая предоставит россиянам возможность в течение полугода после заявки получить широкополосный доступ в Интернет по установленным государством ценам»[190].
- 3 апреля 2008 года — 12-й РИФ открыл избранный президент РФ Дмитрий Медведев. Дмитрий Медведев на РИФе-2008

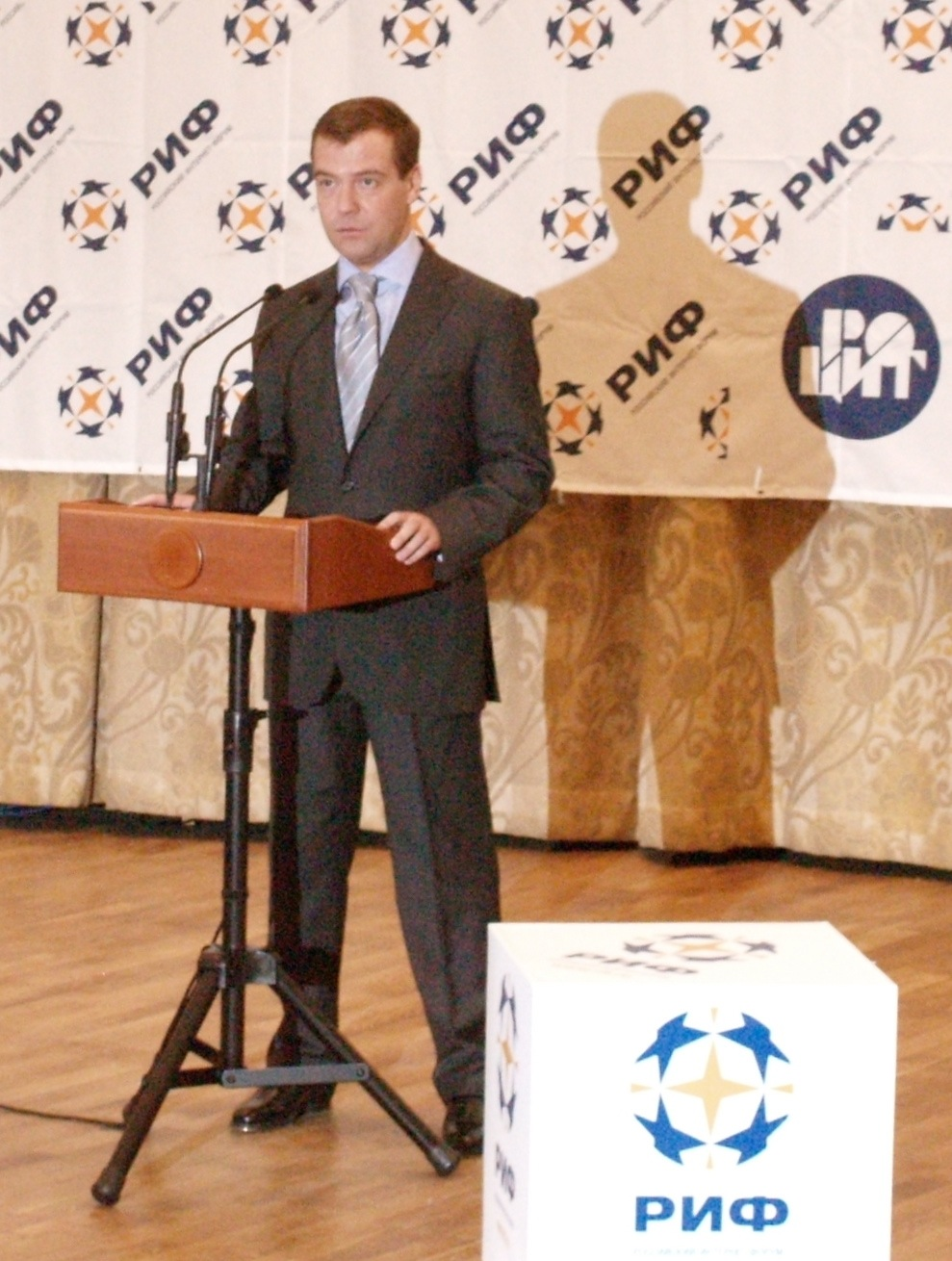
Дмитрий Медведев на РИФе-2008

- 19 мая 2008 года — Википедия на русском языке вошла в десятку крупнейших, вытеснив с последнего места Шведскую Википедию (пресс-релиз).
- Июнь 2008 года — в рамках дела Саввы Терентьева об оскорблении милиции в блоге назначенная судом экспертиза использовала в работе материалы статьи «Манипуляция общественным мнением»[191] в Русской Википедии. Это дало повод обвинить экспертов в некомпетентности[192]. Ранее аналогичные случаи фиксировались и в американских госучреждениях[193].
- 11 июня 2008 года — президентом РФ Дмитрием Медведевым одобрен проект о создании русскоязычного домена .рф[194].
- 24 июня 2008 года — полтора миллиона доменов в зоне .ru[195].
- 28 января 2008 открылся «Школьный портал». Портал открылся второй раз, потому как первый запуск 21 декабря 2007 года был раскритикован, и сайт проработал 3 дня. Портал создавался из средств государственного бюджета РФ в рамках государственного контракта НП-13 (лот № 2). Проект полностью провалился, в настоящее время портал не работает.
- 22—24 апреля 2009 года — РИФ и конференция «Интернет и бизнес» объединились в «Объединённую конференцию РИФ+КИБ». К ней также обратился Медведев, теперь уже в качестве действующего президента[196].
- В 2010 году начали активно развиваться официальные Портал государственных услуг Российской Федерации и Единая система идентификации и аутентификации граждан.
- 25 февраля 2010 года — количество статей в русскоязычной Википедии превысило 500 тысяч[197].
- 6 апреля 2010 года ВЦИОМ обнародовал результаты нового исследования, показавшего, что Интернетом теперь пользуются свыше трети россиян (38 %)[198]. (Однако, результаты исследований компании «Яндекс» показывают цифру в 34 %, см. ниже).
- 21 апреля 2010 года на конференции РИФ+КИБ были озвучены следующие цифры, касающиеся Рунета (по состоянию на начало 2010 года): зарегистрировано 160 миллионов почтовых ящиков (за исключением 7—8 миллионов ящиков в корпоративных доменах, это всё бесплатная почта на различных порталах), 92 процента рунетчиков зарегистрированы хотя бы в одной социальной сети, ежемесячно социальные сети посещает 24,8 миллиона россиян, а дневная аудитория составляет 14,9 миллиона пользователей[199].
- Примерно в это же время компания «Яндекс» опубликовала результаты исследований, согласно которым месячная аудитория Рунета достигла 39,7 млн человек (34 % населения) (к концу 2009 года)[200].
- 13 мая 2010 года заработали первые сайты с кириллическим доменом .рф — президент.рф (http://президент.рф) и правительство.рф (http://правительство.рф)[201].
- По состоянию на 7 октября 2010 года в зоне .рф зарегистрировано 18 350 доменных имён, 7,220 из которых делегировано[202].
- Зарегистрирован трёхмиллионный домен в зоне .ru[203].
- Октябрь 2010: Гарвардский университет опубликовал исследование русской блогосферы[204].
- 18 ноября, спустя неделю после начала открытой регистрации, количество доменов в кириллической зоне .рф перешло полумиллионный рубеж[205].
- В 2010 году вышла книга Юлии Идлис «Рунет: Сотворенные кумиры».
- 29 апреля 2011 года президент Медведев провёл встречу с представителями российского интернет-сообщества и раздал по её итогам некоторые поручения, в частности — по вопросам адаптации к российскому законодательству лицензий Creative Commons[206].
- В сентябре 2011 года Россия обогнала Германию по числу интернет-пользователей и впервые заняла первое место в Европе[207].
- 25 апреля 2012 г. помощник президента Аркадий Дворкович заявил, что оценивает вклад российского интернета в ВВП России в 2 %, а через 5 лет он может достигнуть 3,5—4 %[208].
- В начале июня 2012 г. исследователи из компании TNS Gallup пришли к выводу, что Интернетом пользуется половина российского населения[209].
- 21 июня на Петербургском экономическом форуме президент РФ Владимир Путин заявил, что «все инициативы, которые соберут 100 тысяч авторизованных подписей в интернете, будут рассмотрены федеральным парламентом» (впоследствии для этого был создан сайт «Российская общественная инициатива»)[210].
- 10 июля прошла забастовка Википедии на русском языке, вызвавшая широкий общественный резонанс во всём мире. Участники проекта пытались не допустить принятия поправок к закону «О защите детей от информации, причиняющей вред их здоровью и развитию», которые в дальнейшем послужили основанием для введения «Единого реестра запрещённых сайтов».
- 1 ноября Единый реестр запрещённых сайтов начал работу, вызвав множественные курьёзные инциденты, активно освещавшиеся СМИ.
- Март 2013 года: русский язык стал вторым по популярности в Интернете[211].
- 11 мая 2013 года: Миллион статей в русской Википедии (день совпал с днём создания русской Википедии).
- В апреле 2014 года были запущены доменные зоны .moscow и .москва[212]. Последняя стала первой кириллической региональной зоной в рунете[213].
- 22 мая 2014 года был презентован в рамках Петербургского международного экономического форума (ПМЭФ) Алексеем Басовым проект «Спутник». Заявлялось, что одной из предпосылок создания поисковой системы была невозможность контроля негосударственных поисковых систем, а именно их новостные ленты. Впоследствии проект провалился и обанкротился.
- Июнь 2014 года: новое исследование ФОМ выявило, что около 50 % россиян пользуется Интернетом ежедневно[214].
- 1 августа 2014 года вступил в силу Закон о блогерах (в 2017 году был отменён).
- 4 января 2016 года советником президента РФ по делам Интернета в России был назначен Герман Клименко[215]. В 2018 году он потерял эту должность. Одним из главных своих достижений на посту Клименко называет развитие телемедицины. Вместо Клименко представителем интернет-индустрии в администрации президента РФ стал Дмитрий Николаевич Песков. Должность, которую он занял, стала называться «специальный представитель президента РФ по вопросам цифрового и технологического развития»[216].
- Октябрь 2016 года — вышла книга Андрея Солдатова и Ирины Бороган «Битва за Рунет: Как власть манипулирует информацией и следит за каждым из нас»[217].
- 7 октября 2016 года 10-я юбилейная международная Вики-конференция в Санкт-Петербурге.
- Осень 2016 года — «В России появился военный интернет»[218].
- В начале 2018 года в Москве снесено здание бывшего ВНИИПАС[219].
- Апрель 2018 года — блокирование Telegram в России.
- 1 октября 2018 года — Полтора миллиона статей в Русской Википедии.
- Начало 2019 года — Госдумой в третьем чтении принят «пакет из четырёх законопроектов, вводящих жесткие наказания за недостоверную информацию и неуважение к власти»[220]. Пакет «об изоляции Рунета»[221] (внесён депутатами Клишасом-Боковой-Луговым), был одобрен Минкомсвязи и вызывал в интернет-сообществе протестные настроения, в связи с чем 10 марта прошёл ряд митингов.
- 7 апреля 2019 года на уровне разных организаций и объединений широко празднуется 25-летие домена .ru, также часто называемое «25-летием Рунета».
- 1 мая 2019 года — президент России В. Путин подписал закон о «суверенном интернете»[222].
- 5 мая 2019 в России вступило в силу принятое в ноябре 2018 года постановление об идентификации пользователей мессенджеров по номеру телефона[223].
- 5 сентября 2019 года — журналист Андрей Лошак представил документальный сериал «Холивар. История Рунета». Он повёл свой отсчёт истории Рунета с первого телемоста США-СССР 5 сентября 1982 года[224][225].
- Также в сентябре 2019 года было заявлено о грядущем дефиците IPv4-адресов в России, Европе и на Ближнем Востоке[226]. 13 декабря 2019 года за передачу блока IPv4-адресов в иностранную юрисдикцию был задержан Алексей Солдатов (адреса были возвращены). 26 мая 2021 года ФСБ задержала и выслала из страны директора по внешним связям RIPE NCC Алексея Семеняку, который занимался развитием в России протокола IPv6[227].
- 15 января 2020 года в рамках послания президента России Федеральному собранию Владимир Путин озвучил ряд инициатив по государственному бесплатному интернет-доступу для малоимущих к определённым сайтам[228].
- Весна 2020 года — пандемия COVID-19 и связанная с ней самоизоляция вызвали резкий всплеск всех видов онлайн-активности во всём мире. Россияне стали массово использовать технологии удалённой работы, дистанционного обучения и развлечений. Это привело к сбоям в работе сетей связи[229], росту доходов в онлайн-гейминге[230]. Многие онлайн-СМИ и прочие интернет-проекты перешли на особый режим оповещения аудитории о ходе событий, в частности, много специальных мер было принято в Английской Википедии[231]. Дальнейший опыт «самоизоляции» показал, что массовое применение технологий дистанционного образования связано с большими трудностями, см. статью «Влияние пандемии COVID-19 на образование в 2019—2020 годах».
- 26 августа 2020 года — Владимир Путин наградил нескольких деятелей Рунета медалью ордена «За заслуги перед Отечеством» II степени с формулировкой «за заслуги в становлении и развитии российского сегмента информационно-телекоммуникационной сети Интернет». Среди них Артемий Лебедев, Максим Мошков, Дмитрий Бурков, Алексей Басов и др. Церемония награждения не состоялась в связи с пандемией и была проведена позже 7 апреля 2021 года, в день 27-летия регистрации домена .ru, за этим днём к данному времени закрепилось[44] название «день Рунета».
- C 2020 года в РФ, параллельно с изменениями в Конституцию и увеличением срока голосования до 3 дней, начало внедряться электронное голосование на выборах органов власти. На осенних выборах 2021 года возможность онлайн-голосования предоставлена избирателям Москвы, Севастополя, Мурманской, Курской, Нижегородской, Ярославской и Ростовской областей[232]. Система получила название «Система дистанционного электронного голосования (ДЭГ)», в целом же эксперименты этого рода начались в России ещё в 2008 году, см. статью «Электронное голосование в России».
- Январь 2022 года — вышла книга Натальи Конрадовой «Археология русского интернета»[233].
- Нападение России на Украину в феврале 2022 года вызвало множество изменений в Рунете. Российские и украинские власти заблокировали множество сайтов, многие ИТ-компании заявили об уходе из России, отключение России от международных платёжных систем сделало невозможными трансграничные платежи. Часто обсуждается возможность полного отключения России от Интернета[234][235]. 12 марта лондонская точка обмена трафиком LINX отключила «Мегафон» и «Ростелеком» по политическим мотивам[236]. Российское государство взяло курс на отказ от Microsoft Windows и внедряет вместо неё операционную систему Astra Linux.
- Октябрь 2022 года — опубликован проект «История трафика Рунета в пересказе Елены Торшиной»[237].
- Декабрь 2022 года — вышла книга Михаила Визеля «Создатель. Жизнь и приключения Антона Носика, отца Рунета, трикстера, блогера и первопроходца, с описанием трёх эпох Интернета в России», посвящённая Антону Носику и содержащая большое количество материала по истории Рунета.
- С 2023 года российские власти ведут масштабные кампании против недобросовестных интернет-бизнесменов, известных как «инфоцыгане».
- За 2023 год рынок цифрового контента в Рунете увеличился на 28 % и составил 119,7 млрд рублей. Россия вошла в первую тройку стран по количеству сайтов зарегистрированных в своей доменной зоне .ru, обойдя по подобным показателям Китай, Францию и Италию[238].
- К 2024 году объём экономики российского сегмента интернета достиг 16,4 трлн рублей[238].
- В июне 2024 года на ПМЭФ-2024 было объявлено о запуске продажи и регистрации доменов в зоне спб.рф. Новая доменная зона стала второй региональной зоной с написанием на русском языке[239].
- лето 2024 — замедление YouTube в России.
- 18 сентября 2024 — 2 миллиона статей в Русской Википедии.

В целом с 2000-х годов Интернет достаточно плотно вошёл в жизнь русскоязычных людей мира. Изначально «отраслевые» события Рунета стали носить всё более «общечеловеческий» характер, пользование наиболее популярными соцсетями и мессенджерами приняло гигантские масштабы, став фактически общественной нормой. О развитии Интернета в России читайте в статье «Интернет в России», об Интернете в других странах см. категорию Википедии «Интернет по странам».

### Комментарии
1. ↑  gatekeeper в переводе с англ. — «привратник», «страж у ворот».
2. ↑  Разработчики «семейства унифицированных операционных систем для вычислительных комплексов общего назначения» в день получения премии Совета Министров СССР, 1988 год (всего было 25 награжденных)

Слева направо, стоят во втором ряду: Юрий Школьников (Курчатовский), Анатолий Шатава (НИИЦЭВТ), Валерий Митрофанов (НИИЦЭВТ), Михаил Паремский (Курчатовский), Владимир Горской (ИНЭУМ, Минприбор), Николай Саух (ИНЭУМ, Минприбор), Михаил Давидов (ИПК Минавтопрома), Владимир Тихомиров (Центрпрограммсистем, Калинин/Тверь), Владимир Сизов (Центрпрограммсистем, Калинин/Тверь), Алексей Руднев (Курчатовский).

Слева направо, сидят в первом ряду: Вадим Антонов (ИПК Минавтопрома), Сергей Усиков (Курчатовский), Леонид Егошин (ИФВЭ, Протвино), Сергей Аншуков (Курчатовский), ? (Центрпрограммсистем, Калинин/Тверь), Валерий Бардин (Курчатовский).
3. ↑  Tropical Radio and Telegraph Company — американский оператор связи, созданный в 1913 г. как часть United Fruit Company.